# Mandelbrot-Menge

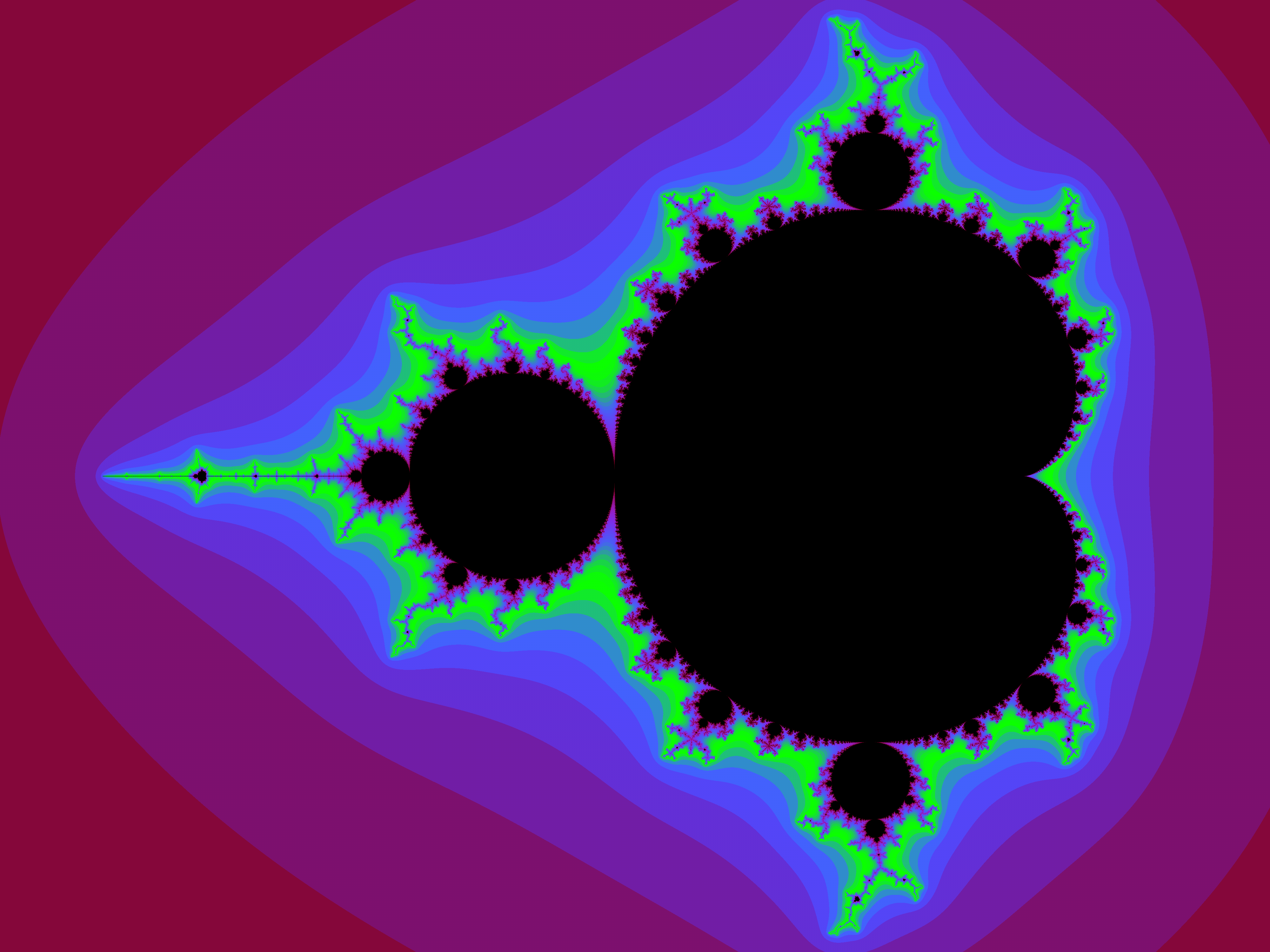
Mandelbrot-Menge (schwarz) mit farbig kodierter Umgebung (rot→blau→grün→…). Jedes Pixel entspricht einer komplexen Zahl. Farbig kodiert ist die Anzahl an notwendigen Iterationen, sodass wird. Sie steigt von den Ecken von 5 (dunkelrot) nach innen von Farbstreifen zu Farbstreifen um je 1.

Die Mandelbrot-Menge, benannt nach Benoît Mandelbrot, ist die Menge der komplexen Zahlen {\displaystyle c}, für welche die durch die iterative Vorschrift {\displaystyle z_{n+1}=z_{n}^{2}+c} mit dem Anfangswert {\displaystyle z_{0}=0} definierte Folge {\displaystyle z_{0},z_{1},z_{2},z_{3},\ldots } endlich bleibt, d. h. beschränkt ist.
Interpretiert man die Mandelbrot-Menge (eine Teilmenge der Gaußschen Zahlenebenen) als geometrische Figur, so ergibt sie ein Fraktal, das im allgemeinen Sprachgebrauch oft Apfelmännchen genannt wird.
Bilder berechnet man, indem man jedem Pixel {\displaystyle (x,y)} eines Bildes eine komplexe Zahl zuordnet {\displaystyle (c=c_{0}+a\!\cdot \!x+bi\!\cdot \!y)} und beginnend mit {\displaystyle z_{0}=0} untersucht, ob und wann die Iterationen anfangen, zu „explodieren“. Bleiben die Werte klein, wird das Pixel häufig schwarz gefärbt, kommt es zu einer „Explosion“ der Zahlenwerte, wird die Anzahl der dafür notwendigen Iterationen als Farbe kodiert.
Die ersten mit einem Computer generierten Darstellungen wurden 1978 von Robert W. Brooks und Peter Matelski vorgestellt. 1980 veröffentlichte Benoît Mandelbrot eine Arbeit über das Thema. Später wurde sie von Adrien Douady und John Hamal Hubbard in einer Reihe grundlegender mathematischer Arbeiten systematisch untersucht. Die mathematischen Grundlagen dafür wurden bereits 1905 von dem französischen Mathematiker Pierre Fatou erarbeitet.

## Definition

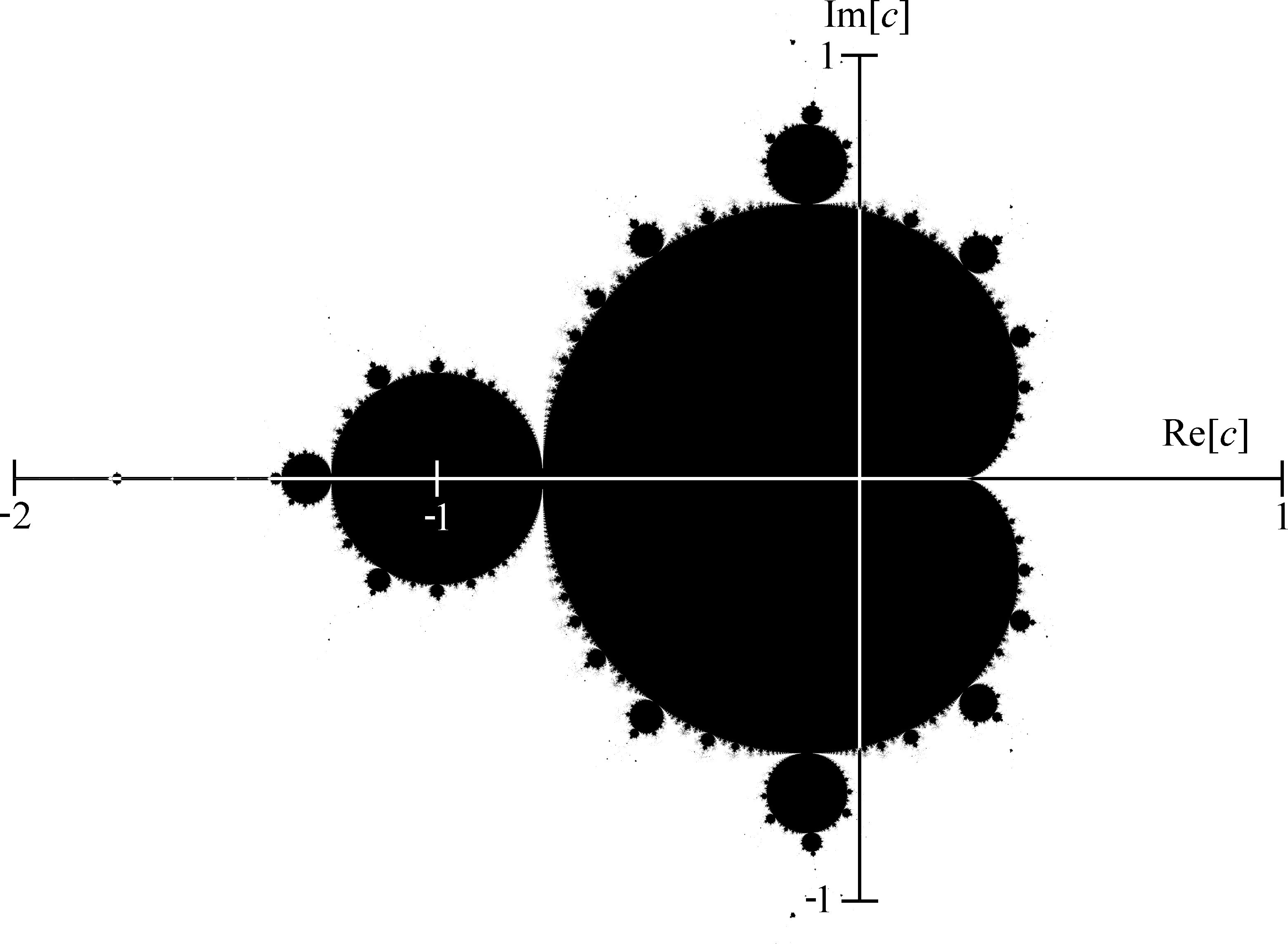
Die Mandelbrot-Menge (schwarz) in der komplexen Ebene

### Definition über Rekursion
Die Mandelbrot-Menge {\displaystyle \mathbb {M} } ist die Menge aller komplexen Zahlen {\displaystyle c}, für welche die rekursiv definierte Folge komplexer Zahlen {\displaystyle z_{0},z_{1},z_{2},\dotsc } mit dem Anfangsglied
{\displaystyle z_{0}=0}
und dem Bildungsgesetz
{\displaystyle z_{n+1}=z_{n}^{2}+c}
beschränkt bleibt. Das heißt, eine komplexe Zahl {\displaystyle c} ist Element der Mandelbrot-Menge {\displaystyle \mathbb {M} }, wenn die Beträge der mit diesem {\displaystyle c} berechneten {\displaystyle z_{n}} nicht über jede Grenze wachsen, unabhängig davon, wie groß {\displaystyle n} wird. Dies lässt sich wie folgt schreiben:
{\displaystyle z_{0}=0,z_{n+1}=z_{n}^{2}+c;\;\;c\in \mathbb {M} \iff \exists g\in \mathbb {R} :\limsup _{n\to \infty }|z_{n}|\leq g.}
Es lässt sich zeigen, dass der Betrag der {\displaystyle z_{n}} über jede Grenze wächst, sobald ein {\displaystyle z_{n}} mit {\displaystyle |z_{n}|>2} auftritt, somit ist diese Definition gleichbedeutend mit:
{\displaystyle z_{0}=0,z_{n+1}=z_{n}^{2}+c;\;\;c\in \mathbb {M} \iff \limsup _{n\to \infty }|z_{n}|\leq 2.}

### Definition über komplexe quadratische Polynome
Die Mandelbrot-Menge lässt sich auch über komplexe quadratische Polynome beschreiben:
{\displaystyle P_{c}:\mathbb {C} \to \mathbb {C} ,\,z\mapsto z^{2}+c}
mit einem komplexen Parameter {\displaystyle c}. Für jedes {\displaystyle c} wird die Folge
{\displaystyle (P_{c}^{0}(0),\;P_{c}^{1}(0),\,P_{c}^{2}(0),\,\dotsb )=(\,P_{c}^{n}(0)\,)_{n\in \mathbb {N} }}
iterativ berechnet, wobei {\displaystyle P_{c}^{n}} die {\displaystyle n}-fache Hintereinanderausführung der Iteration bedeutet, also
{\displaystyle P_{c}^{0}(z)=z}
{\displaystyle P_{c}^{n+1}(z)=P_{c}(P_{c}^{n}(z)),\;n\in \mathbb {N} .}
In Abhängigkeit vom Wert des Parameters {\displaystyle c} wächst diese Folge dann entweder unbeschränkt, sodass also {\displaystyle c} kein Element der Mandelbrot-Menge ist, oder sie verbleibt innerhalb eines Bereichs um den Ursprung der Zahlenebene, und {\displaystyle c} ist Element der Mandelbrot-Menge.
Die Mandelbrot-Menge ist eine Untermenge der komplexen Zahlen mit der Definition:
{\displaystyle \mathbb {M} =\lbrace c\in \mathbb {C} \;|\;\exists s\in \mathbb {R} :\forall n\in \mathbb {N} :|P_{c}^{n}(0)|\leq s\rbrace }
oder gleichbedeutend:
{\displaystyle \mathbb {M} =\lbrace c\in \mathbb {C} \;|\;\forall n\in \mathbb {N} :|P_{c}^{n}(0)|\leq 2\rbrace .}
Zur Erläuterung werden einige Eigenschaften und Beispiele angeführt:
- Aufgrund der zuvor beschriebenen Feststellung kann {\displaystyle s=2} gesetzt werden. Dabei gibt der Wert {\displaystyle s=2} den Radius um den Ursprung an, innerhalb dessen ein Element von {\displaystyle \mathbb {M} } liegen kann. Außerhalb dieses Kreises sind keine Elemente von {\displaystyle \mathbb {M} } zu finden.
- Wegen der Betragsfunktion ist {\displaystyle \mathbb {M} } symmetrisch zur reellen Achse.
- Um die Menge {\displaystyle \mathbb {M} } grafisch darzustellen, müssen die Werte des Parameters {\displaystyle c} alle einzeln bis zu einer selbstbestimmten Anzahl von Iterationen berechnet werden.
- Für {\displaystyle c=-2\ } lautet die Folge {\displaystyle 0,\,-2,\ 2,\ 2,\ 2,\ 2,\dotsc } und ist beschränkt. Daher ist {\displaystyle c=-2\ } Element von {\displaystyle \mathbb {M} }.
- Für {\displaystyle c=+2\ } lautet die Folge {\displaystyle 0,\ 2,\ 6,\ 38,\ 1446,\dotsc } und ist divergent. Daher ist {\displaystyle c=+2\ } kein Element von {\displaystyle \mathbb {M} }.

### Definition über Julia-Mengen
Die Mandelbrot-Menge {\displaystyle \mathbb {M} } wurde von Benoît Mandelbrot ursprünglich zur Klassifizierung von Julia-Mengen eingeführt, die bereits Anfang des 20. Jahrhunderts von den französischen Mathematikern Gaston Maurice Julia und Pierre Fatou untersucht wurden. Die Julia-Menge {\displaystyle J_{c}} zu einer bestimmten komplexen Zahl {\displaystyle c} ist definiert als der Rand der Menge aller Anfangswerte {\displaystyle z_{0}}, für die die obige Zahlenfolge beschränkt bleibt. Es kann bewiesen werden, dass die Mandelbrot-Menge {\displaystyle \mathbb {M} } genau die Menge der Werte {\displaystyle c} ist, für die die zugehörige Julia-Menge {\displaystyle J_{c}} zusammenhängend ist.
Dieses Prinzip wird in vielen Resultaten über das Verhalten der Mandelbrot-Menge {\displaystyle \mathbb {M} } vertieft. So zeigt Shishikura, dass der Rand der Mandelbrot-Menge {\displaystyle \mathbb {M} } ebenso wie die zugehörige Julia-Menge {\displaystyle J_{c}} die Hausdorff-Dimension 2 hat. Ein unveröffentlichtes Manuskript von Jean-Christophe Yoccoz diente John Hamal Hubbard als Grundlage für seine Ergebnisse über lokal zusammenhängende Julia-Mengen {\displaystyle J_{c}} und lokal zusammenhängende Mandelbrot-Mengen {\displaystyle \mathbb {M} }.

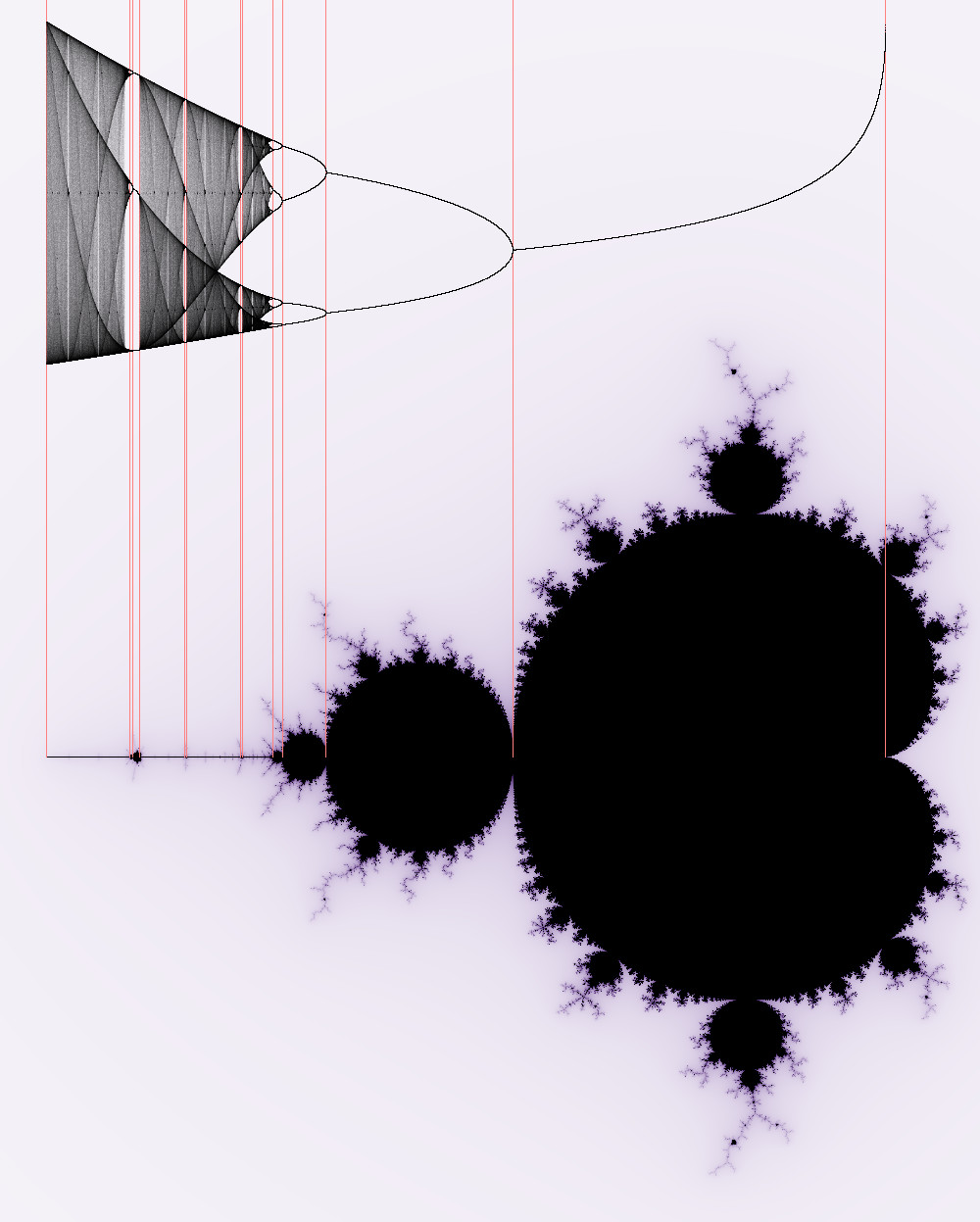
oben: Feigenbaumdiagramm, Mitte/unten: Mandelbrot-Menge. Die vertikalen roten Linien zeigen die Übereinstimmung der charakteristischen Punkte der Mandelbrot-Menge für reelle -Werte und des Feigenbaumdiagramms.

### Bezug zur Chaostheorie
Das Bildungsgesetz, das der Folge zugrunde liegt, ist die einfachste nichtlineare Gleichung, anhand deren sich der Übergang von Ordnung zu Chaos durch Variation eines Parameters provozieren lässt. Dazu genügt es, reelle Zahlenfolgen zu betrachten.
Für Werte {\displaystyle -0{,}75\leq c\leq 0{,}25}, das heißt innerhalb der Kardioide, konvergiert die Folge. Auf der „Antenne“, die bis {\displaystyle c=-2} reicht, verhält sich die Folge chaotisch. Der Übergang zu chaotischem Verhalten erfolgt nun über ein Zwischenstadium mit periodischen Grenzzyklen. Dabei nimmt die Periode zum chaotischen Bereich hin stufenweise um den Faktor zwei zu, ein Phänomen, das als Periodenverdopplung und Bifurkation bezeichnet wird. Jeder {\displaystyle c}-Bereich zu einer bestimmten Periode entspricht dabei einer der kreisförmigen „Knospen“ auf der {\displaystyle x}-Achse.
Die Periodenverdopplung beginnt mit dem „Kopf“ und setzt sich in der Folge der „Knospen“ zur „Antenne“ hin fort. Das Verhältnis der Längen aufeinander folgender Parameterintervalle und damit das der Knospendurchmesser zu unterschiedlicher Periode strebt dabei gegen die Feigenbaum-Konstante {\displaystyle \delta \approx 4{,}669}, eine fundamentale Konstante der Chaostheorie. Dieses Verhalten ist typisch für den Übergang realer Systeme zu chaotischer Dynamik. Die auffälligen Lücken im chaotischen Bereich entsprechen Inseln mit periodischem Verhalten, denen in der komplexen Ebene die Satelliten auf der „Antenne“ zugeordnet sind.
Für gewisse komplexe {\displaystyle c}-Werte stellen sich Grenzzyklen ein, die auf einer geschlossenen Kurve liegen, deren Punkte jedoch nicht periodisch, sondern chaotisch abgedeckt werden. Eine solche Kurve ist in der Chaostheorie als sogenannter seltsamer Attraktor bekannt.
Die Mandelbrot-Menge ist daher ein elementares Objekt für die Chaostheorie, an dem sich fundamentale Phänomene studieren lassen. Sie wird aus diesem Grund hinsichtlich ihrer Bedeutung für die Chaostheorie gelegentlich mit der von Geraden für die euklidische Geometrie verglichen.

### Geometrische und mathematische Eigenschaften
Die Mandelbrot-Menge ist abgeschlossen (da ihr Komplement offen ist) und in der abgeschlossenen Scheibe mit dem Radius 2 um den Ursprung enthalten und somit kompakt.
Es sei {\displaystyle P_{c}(z)=z^{2}+c} und {\displaystyle P_{c}^{n}(z)} bezeichne die {\displaystyle n}-te Iteration. Ein Punkt {\displaystyle c} gehört genau dann zur Mandelbrot-Menge, falls {\displaystyle |P_{c}^{n}(0)|\leq 2} für alle {\displaystyle n\geq 0}.
Wird der Betrag von {\displaystyle P_{c}^{n}(0)} größer als 2, dann entkommt die Iteration ins Unendliche, der Betrag wächst über jede Grenze. {\displaystyle c} gehört dann nicht zur Mandelbrot-Menge.
Der ungeheure Formenreichtum der Mandelbrot-Menge erschließt sich aus ihrem Bezug zu Julia-Mengen. Julia-Mengen zur Iteration {\displaystyle z\to z^{2}+c} sind Fraktale, außer für einige {\displaystyle c}-Werte wie {\displaystyle c=-2} (Strecke) oder {\displaystyle c=0} (Kreis). Die Formen dieser fraktalen Strukturen sind innerhalb einer Julia-Menge stets die gleichen, umspannen aber für Julia-Mengen zu verschiedenem Parameter {\displaystyle c} einen enormen Formenreichtum. Es zeigt sich, dass die Strukturen der Mandelbrot-Menge in der Umgebung eines bestimmten Wertes {\displaystyle c} genau die Strukturen der zugehörigen Julia-Menge {\displaystyle J_{c}} wiedergeben. Damit enthält die Mandelbrot-Menge den kompletten Formenreichtum der unendlich vielen Julia-Mengen (s. u.).
In den fraktalen Strukturen am Rand finden sich verkleinerte ungefähre Kopien der gesamten Mandelbrot-Menge, die Satelliten. Jeder Bildausschnitt der Mandelbrot-Menge, der sowohl Punkte aus {\displaystyle \mathbb {M} } als auch solche außerhalb von {\displaystyle \mathbb {M} } umfasst, enthält unendlich viele dieser Satelliten. Unmittelbar am Rand eines Satelliten treten fast die gleichen Strukturen auf wie an den entsprechenden Stellen des Originals. Diese Strukturen sind jedoch nach weiter außen hin mit den Strukturen kombiniert, die für die größere Umgebung des Satelliten typisch sind.
Da jeder Satellit wiederum mit Satelliten höherer Ordnung bestückt ist, lässt sich immer eine Stelle finden, an der eine beliebige Anzahl beliebiger verschiedener Strukturen in beliebiger Reihenfolge kombiniert auftritt. Diese Strukturen sind allerdings nur bei extremer Vergrößerung erkennbar.
Die Mandelbrot-Menge ist spiegelsymmetrisch zur reellen Achse. Sie ist zusammenhängend (das heißt, sie bildet keine Inseln), wie Adrien Douady und John Hamal Hubbard 1984 bewiesen, und es wird vermutet (Douady/Hubbard), dass sie lokal zusammenhängend ist (MLC-Vermutung). Dies ist eine der großen offenen Fragen in der komplexen Dynamik und bisher unbewiesen (obwohl es Teilresultate zum Beispiel von Jean-Christophe Yoccoz gibt, der lokalen Zusammenhang für bestimmte Werte von {\displaystyle c} bewies, für die endlich-renormalisierbaren Punkte). Die MLC erlaubt weitreichende Folgerungen über die Topologie der Mandelbrot-Menge. Beispielsweise würde daraus die Hyperbolizitätsvermutung folgen, dass jede offene Menge in der Mandelbrot-Menge (also das Innere der Mandelbrot-Menge) aus Punkten mit attraktiven Zyklen besteht. Die Mandelbrot-Menge ist zwar selbstähnlich, aber nicht exakt, denn keine zwei Teilstrukturen ihres Randes sind exakt gleich; aber in der Nähe vieler Randpunkte bilden sich bei fortgesetzter Ausschnittvergrößerung im Grenzfall periodische Strukturen. An speziellen Punkten hat die Mandelbrot-Menge Selbstähnlichkeit (vermutet von John Milnor und bewiesen von Mikhail Lyubich 1999).
Da die Mandelbrot-Menge Kardioid- und Kreisflächen enthält, hat sie die fraktale Dimension 2. Der Rand der Mandelbrot-Menge hat eine unendliche Länge, und seine Hausdorff-Dimension beträgt nach Arbeiten von Mitsuhiro Shishikura ebenfalls 2; das impliziert, dass die Box-Dimension den Wert 2 hat. Es ist denkbar, dass der Rand der Mandelbrot-Menge einen positiven (notwendig endlichen) Flächeninhalt hat; andernfalls wäre dieser Flächeninhalt null. Der Flächeninhalt der Mandelbrot-Menge ist nicht bekannt und beträgt nach numerischen Schätzungen etwa 1,5065918849.
Die Mandelbrot-Menge enthält deformierte Kopien aller Julia-Mengen, wie Tan Lei 1990 für die Misiurewicz-Punkte der Mandelbrot-Menge bewiesen hat, die dicht im Rand der Mandelbrot-Menge liegen. Das ist ein weiterer Beleg für die enge Verwandtschaft der Struktur von Julia- und Mandelbrot-Mengen. So wurden in den Beweisen von Yoccoz für lokalen Zusammenhang der Mandelbrot-Menge bei endlich renormalisierbaren Punkten und von Shishikura über die fraktale Dimension des Randes der Mandelbrot-Menge zuerst die entsprechenden Eigenschaften bei den zum Parameterwert gehörigen Julia-Mengen untersucht und dann auf die Mandelbrot-Menge übertragen.
Die Frage, ob die Mandelbrot-Menge entscheidbar ist, ergibt zunächst keinen Sinn, da {\displaystyle \mathbb {M} } überabzählbar ist. Einen Ansatz, den Begriff der Entscheidbarkeit auf überabzählbare Mengen zu verallgemeinern, stellt das Blum-Shub-Smale-Modell dar. Innerhalb dessen ist die Mandelbrot-Menge nicht entscheidbar.

## Bildergalerien

### Galerie der Iterationen
Die folgende Galerie gibt einen Überblick über die Nullstellen einiger Polynome {\displaystyle z_{n}(c)} der Iteration {\displaystyle z_{n+1}=z_{n}^{2}+c} mit {\displaystyle z_{0}=0}. Der Realteil {\displaystyle x} von {\displaystyle c=x+iy} erstreckt sich in den Bildern von −2,2 bis 1, der Imaginärteil {\displaystyle y} von −1,4 bis 1,4.
| Bild   | Beschreibung |
| ------ | --- |
| n = 1  | n = 1 (1 reelle Nullstelle) Nach dem ersten Schritt gilt {\displaystyle z_{1}(c)=c}. Das Bild ist also eine farbige Darstellung der komplexen Zahlen. Der Nullpunkt wird weiß dargestellt; je weiter ein Punkt vom Ursprung entfernt ist, desto dunkler erscheint er. Die Farbe eines Punktes gibt Auskunft über sein Argument, also über den Winkel, den er mit der positiv-reellen Achse (rot) hat. Die negativ-reelle Achse ist türkis gefärbt. |
| n = 2  | n = 2 (2 reelle Nullstellen) Nach zwei Schritten gilt {\displaystyle z_{2}(c)=c^{2}+c=c\cdot (c+1)}. Dieser Ausdruck wird für {\displaystyle c=0} sowie für {\displaystyle c=-1} null. Die neu hinzugekommene linke Nullstelle liegt im Zentrum des Kopfes der Mandelbrot-Menge, während die alte auf der rechten Seite das Herz der Leib-Zykloiden ist. |
| n = 3  | n = 3 (2 reelle und 2 konjugiert-komplexe Nullstellen) Die Anzahl der Nullstellen hat sich auf 4 verdoppelt – wie nach jedem Iterationsschritt. Die reelle Nullstelle links liegt im Herz des kleinen Antennen-Satelliten. Es treten die ersten komplexwertigen Nullstellen ober- und unterhalb der reellen Achse auf. Diese Nullstellen liegen im Zentrum des jeweiligen Ärmchens. |
| n = 4  | n = 4 (4 reelle und 4 konjugiert-komplexe Nullstellen) Der Dutt ist entstanden: er gehört zur Nullstelle links neben der Kopf-Nullstelle bei {\displaystyle c=-1}. Die dargestellte Funktion {\displaystyle z_{4}(c)=((c^{2}+c)^{2}+c)^{2}+c} wird immer unübersichtlicher. Man kann jedoch einfach nachrechnen, dass alle Nullstellen von {\displaystyle z_{n}} auch Nullstellen von {\displaystyle z_{k\cdot n}} sind. Daher „erbt“ {\displaystyle z_{4}} die Nullstellen von {\displaystyle z_{2}}. Dieser Zusammenhang ist Ursache für das unten erläuterte periodische Verhalten der Knospen. |
| n = 5  | n = 5 (4 reelle und 12 konjugiert-komplexe Nullstellen) Da 5 eine Primzahl ist, gibt es keine altbekannten Nullstellen – außer der Null, die von {\displaystyle z_{1}} her bekannt ist. Da der Grad des Polynoms {\displaystyle z_{n}(c)} gleich {\displaystyle 2^{n-1}} ist, wächst {\displaystyle z_{n}} mit wachsendem n immer schneller gegen Unendlich. Dadurch bildet sich der Rand zwischen der Mandelbrot-Menge und ihrem Äußeren immer klarer heraus. |
| n = 6  | n = 6 (8 reelle und 24 konjugiert-komplexe Nullstellen) |
| n = 7  | n = 7 (10 reelle und 54 konjugiert-komplexe Nullstellen) Eine Primzahl, daher leuchten keine alten Strukturen hell auf, sondern nur neu entstandene zwischen diesen. |
| n = 8  | n = 8 (20 reelle und 108 konjugiert-komplexe Nullstellen) |
| n = 9  | n = 9 (30 reelle und 226 konj.-kompl. Nullstellen) Inzwischen gibt es bereits 256 Nullstellen, die auch innerhalb der Mandelbrot-Menge verteilt sind. Da 3 ein Teiler von 9 ist, sind die Armknospen und der kleine Antennensatellit wieder mit einer Nullstelle an der Reihe, und leuchten daher hell auf. |
| n = 10 | n = 10 (56 reelle und 456 konj.-kompl. Nullstellen) |
| n = 11 | n = 11 (94 reelle und 930 konj.-kompl. Nullstellen) Eine Primzahl, daher leuchten keine alten Strukturen hell auf, sondern nur neu entstandene zwischen diesen. Fast alle reellen Nullstellen befinden sich auf der Antenne im Intervall von −2 bis etwa −1,310702641336. |
| n = 12 | n = 12 (180 reelle und 1868 konj.-kompl. Nullstellen) Mit n = 12 und 211 = 2048 Nullstellen endet diese Bilderserie. Für größere n steigt die Anzahl der Nullstellen bzw. Knospen exponential weiter an, so für n = 20 auf 219 = 524288, für n = 50 auf 249 und für n = 100 auf 299. |

### Galerie einer Zoomfahrt
Die folgende Galerie zeigt Bilder einer Zoomfahrt in die Mandelbrot-Menge. Jedes Bild ist dabei die Vergrößerung eines kleinen Ausschnitts des vorangegangenen Bildes. Dazu wird in den 15 Bildern jeweils um einen Faktor 4 bis 8 immer tiefer in die Mandelbrot-Menge hineingezoomt. Das letzte Bild erreicht auf diese Weise einen Vergrößerungsfaktor von etwa 60 Milliarden. Die Sequenz gibt einen Eindruck vom geometrischen Formenreichtum und erläutert gewisse typische Strukturelemente.
| Bild    | Beschreibung |
| ------- | --- |
| Bild 1  | Bild 1: Die Mandelbrot-Menge mit stufenlos eingefärbtem Außenraum. |
| Bild 2  | Bild 2: Spalte zwischen „Kopf“ und „Körper“, „Tal der Seepferdchen“ genannt. |
| Bild 3  | Bild 3: Links Doppelspiralen, rechts „Seepferdchen“. |
| Bild 4  | Bild 4: „Seepferdchen“. Der „Körper“ wird von 25 „Speichen“ gebildet, von denen sich zwei Zwölfergruppen nach Art einer Metamorphose auf jeweils einen der beiden „Finger“ an der „oberen Hand“ der Mandelbrot-Menge zurückführen lassen. Die Zahl der „Speichen“ nimmt daher von einem „Seepferdchen“ zum nächsten um zwei zu. Die „Nabe“ wird von einem Misiurewicz-Punkt gebildet (s. u.). Zwischen „Oberkörper“ und „Schwanz“ ist ein deformierter Satellit erkennbar. |
| Bild 5  | Bild 5: Der „Seepferdchenschwanz“ endet ebenfalls in einem Misiurewicz-Punkt. |
| Bild 6  | Bild 6: Teil des „Schwanzes“. Der einzige Pfad, der sich durch den gesamten „Schwanz“ windet, und damit gewährleistet, dass {\displaystyle \mathbb {M} } einfach zusammenhängend ist, führt im Zickzack von einer „Schwanzseite“ zur anderen und passiert dabei die „Naben“ der großen 25-spiraligen Gebilde. |
| Bild 7  | Bild 7: Satellit. Die beiden „Seepferdchenschwänze“ bilden den Auftakt für eine Folge von konzentrischen Kränzen mit dem Satelliten im Zentrum. |
| Bild 8  | Bild 8: Jeder dieser Kränze besteht aus gleichartigen Strukturelementen, deren Anzahl pro Kranz mit Potenzen von 2 wächst, ein typisches Phänomen in der Umgebung von Satelliten. Der oben erwähnte Pfad durch den „Seepferdchenschwanz“ passiert den Satelliten über die Kerbe der Kardioide und die Spitze der „Antenne“ auf dem „Kopf“. |
| Bild 9  | Bild 9: „Antenne“ des Satelliten. Auf ihr sind mehrere Satelliten 2. Ordnung erkennbar. |
| Bild 10 | Bild 10: „Tal der Seepferdchen“ des Satelliten. Es zeigen sich die gleichen Strukturelemente wie in Bild 2. |
| Bild 11 | Bild 11: Doppelspiralen und „Seepferdchen“, die jedoch im Unterschied zu Bild 3 nach außen hin mit seepferdchenschwanzartigen Fortsätzen bestückt sind. Dieses Phänomen demonstriert die für Satelliten {\displaystyle n}-ter Ordnung typischen Verkettungen von {\displaystyle n+1} Strukturelementen für den Fall {\displaystyle n=1}. |
| Bild 12 | Bild 12: Doppelspiralen mit Satelliten 2. Ordnung. Sie lassen sich als Metamorphose der „Antenne“ interpretieren. |
| Bild 13 | Bild 13: Im Bereich der äußeren Fortsätze sind stets inselartige Strukturen eingestreut, die Julia-Mengen Jc ähneln. Die im Bild größte ist im Zentrum des „Doppelhakens“ rechts gerade eben erkennbar. |
| Bild 14 | Bild 14: Teil des „Doppelhakens“. |
| Bild 15 | Bild 15: Diese Inseln scheinen auf den ersten Blick nach Art von Cantor-Mengen wiederum aus unendlich vielen unzusammenhängenden Teilstücken zu bestehen, wie es für die zugehörigen Jc tatsächlich der Fall ist, sie sind jedoch hier über filigrane Strukturen miteinander verbunden. Diese Strukturen gehen von einem Satelliten im Zentrum aus, der bei dieser Vergrößerung noch nicht sichtbar ist, und zwar derart, dass das Ganze ein einfach zusammenhängendes Gebilde ergibt. Der zum entsprechenden Jc gehörige {\displaystyle c}-Wert ist nicht der des Bildzentrums, sondern hat relativ zur Hauptkardioide die gleiche Position wie das Bildzentrum zum Satelliten, der in Bild 8 dargestellt ist. |

## Verhalten der Zahlenfolge
Die verschiedenen Strukturelemente von {\displaystyle \mathbb {M} } stehen in engem Zusammenhang mit bestimmten Verhaltensweisen der Zahlenfolge, die {\displaystyle \mathbb {M} } zugrunde liegt. Je nach Wert von {\displaystyle c} ergibt sich eine der folgenden vier Möglichkeiten:
- _    Sie konvergiert gegen einen Fixpunkt.
- ____ Sie konvergiert gegen einen periodischen Grenzzyklus, der aus zwei oder mehr Werten besteht. Dazu zählen auch die Fälle, in denen sich die Folge von Anfang periodisch verhält.
- _    Sie wiederholt sich nie, bleibt aber beschränkt. Manche Werte zeigen chaotisches Verhalten mit Wechsel zwischen fast periodischen Grenzyklen und scheinbar zufälligem Verhalten.
- _    Sie divergiert gegen Unendlich (bestimmte Divergenz).

Alle {\displaystyle c}-Werte, die nicht bestimmt divergieren, gehören zu {\displaystyle \mathbb {M} }.
Die folgende Tabelle zeigt Beispiele für diese vier Grenzverhalten der Iteration {\displaystyle z_{n+1}=z_{n}^{2}+c} für {\displaystyle z_{0}=0}:
| Parameter {\displaystyle c} und Glied {\displaystyle z_{1}}                                           | Folgeglieder {\displaystyle z_{2},z_{3},z_{4},z_{5},\ \dotsc } | Grenzverhalten |
| --- | --- | --- |
| auf der reellen Achse …                                                                               | | |
| {\displaystyle c=-3}                                                                                  | {\displaystyle 6,\,33,\,1086,\,1179393,\,\dotsc } | bestimmte Divergenz gegen {\displaystyle +\infty } |
| {\displaystyle c=-2{,}1}                                                                              | {\displaystyle 2{,}31,\ \ 3{,}23...,\,8{,}37...,\,67{,}99...,\,\dotsc } | bestimmte Divergenz gegen {\displaystyle +\infty } |
| {\displaystyle c=-2}                                                                                  | {\displaystyle 2,\,2,\,2,\,2,\,\dotsc } | sofortige Konvergenz gegen Fixpunkt {\displaystyle 2} |
| {\displaystyle c=-1{,}{\overline {777}}}                                                              | {\displaystyle {\tfrac {112}{3^{4}}},\,{\tfrac {880}{3^{8}}},\,-{\tfrac {75753104}{3^{16}}},\,{\tfrac {2444274652120480}{3^{32}}},\,\dotsc }                                                                                        | Konvergenz gegen 12er-Grenzzyklus |
| {\displaystyle c=-1{,}75487766624669...}                                                              | {\displaystyle 1{,}324717957244739...,\ \ 0,\ \ c,\,\dotsc } | sofortige Konvergenz gegen Dreier-Grenzzyklus |
| {\displaystyle c=-1{,}75}                                                                             | {\displaystyle {\tfrac {21}{2^{4}}},\,-{\tfrac {7}{2^{8}}},\,-{\tfrac {114639}{2^{16}}},\,{\tfrac {5625907553}{2^{32}}},\,\dotsc }                                                                                                  | Konvergenz gegen Dreier-Grenzzyklus {\displaystyle -1{,}74697...,\,1{,}30193...,\,-0{,}054958...} |
| {\displaystyle c=-1{,}5}                                                                              | {\displaystyle {\tfrac {3}{2^{2}}},\,-{\tfrac {15}{2^{4}}},\,-{\tfrac {159}{2^{8}}},\,-{\tfrac {73023}{2^{16}}},\,\dotsc } | chaotisches Verhalten |
| {\displaystyle c=-1{,}4}                                                                              | {\displaystyle {\tfrac {14}{5^{2}}},\,-{\tfrac {679}{5^{4}}},\,-{\tfrac {85834}{5^{8}}},\,-{\tfrac {206255571319}{5^{16}}},\,\dotsc }                                                                                               | Konvergenz gegen 32er-Grenzzyklus |
| {\displaystyle c=-1{,}25}                                                                             | {\displaystyle {\tfrac {5}{2^{4}}},\,-{\tfrac {295}{2^{8}}},\,{\tfrac {5105}{2^{16}}},\,-{\tfrac {5342648095}{2^{32}}},\,\dotsc }                                                                                                   | Konvergenz gegen alternierenden Grenzzyklus {\displaystyle -1{,}20710...,\,0{,}20710...} |
| {\displaystyle c=-1}                                                                                  | {\displaystyle -1,\,0,\,-1,\,0,\,-1,\,0,\,\dotsc } | sofortige Konvergenz gegen alternierenden Grenzzyklus {\displaystyle -1,\,0} |
| {\displaystyle c=-0{,}75}                                                                             | {\displaystyle -{\tfrac {3}{2^{4}}},\,-{\tfrac {183}{2^{8}}},\,-{\tfrac {15663}{2^{16}}},\,-{\tfrac {2975895903}{2^{32}}},\,\dotsc }                                                                                                | sehr langsame Konvergenz gegen Fixpunkt {\displaystyle -{\tfrac {1}{2}}} |
| {\displaystyle c=-0{,}5}                                                                              | {\displaystyle -{\tfrac {1}{2^{2}}},\,-{\tfrac {7}{2^{4}}},\,-{\tfrac {79}{2^{8}}},\,-{\tfrac {26527}{2^{16}}},\,\dotsc } | Konvergenz gegen Fixpunkt {\displaystyle {\tfrac {1}{2}}-{\sqrt {\tfrac {3}{4}}}} |
| {\displaystyle c=-0{,}25}                                                                             | {\displaystyle -{\tfrac {3}{2^{4}}},\,-{\tfrac {55}{2^{8}}},\,-{\tfrac {13359}{2^{16}}},\,-{\tfrac {895278943}{2^{32}}},\,\dotsc }                                                                                                  | Konvergenz gegen Fixpunkt {\displaystyle {\tfrac {1}{2}}-{\sqrt {\tfrac {1}{2}}}} |
| {\displaystyle c=0}                                                                                   | {\displaystyle 0,\,0,\,0,\,0,\,0,\,0,\,\dotsc } | sofortige Konvergenz gegen Fixpunkt {\displaystyle 0} |
| {\displaystyle c=+0{,}25}                                                                             | {\displaystyle {\tfrac {5}{2^{4}}},\,{\tfrac {89}{2^{8}}},\,{\tfrac {24305}{2^{16}}},\,{\tfrac {1664474849}{2^{32}}},\,\dotsc } | Konvergenz gegen Fixpunkt {\displaystyle {\tfrac {1}{2}}} |
| {\displaystyle c=+0{,}5}                                                                              | {\displaystyle 0{,}75,\ \ 1{,}06...,\,1{,}62...,\,3{,}15...,\,10{,}44...,\,\dotsc } | bestimmte Divergenz gegen {\displaystyle +\infty } |
| {\displaystyle c=+1}                                                                                  | {\displaystyle 2,\,5,\,26,\,677,\,458330,\,\dotsc } | bestimmte Divergenz gegen {\displaystyle +\infty } |
| in der komplexen Zahlenebene …                                                                        | | |
| {\displaystyle c=\pm \mathrm {i} }                                                                    | {\displaystyle -1\pm \mathrm {i} ,\,\mp \mathrm {i} ,\,\,-1\pm \mathrm {i} ,\,\mp \mathrm {i} ,\,\dotsc } | sofortige Konvergenz gegen alternierenden Grenzzyklus {\displaystyle -1\pm \mathrm {i} ,\,\mp \mathrm {i} } |
| {\displaystyle c=-{\tfrac {1}{8}}\pm {\tfrac {3}{4}}\mathrm {i} }                                     | {\displaystyle -{\tfrac {43}{2^{6}}}\pm {\tfrac {9}{2^{4}}}\mathrm {i} ,\,{\tfrac {41}{2^{12}}}\mp {\tfrac {3}{2^{9}}}\mathrm {i} ,} {\displaystyle -{\tfrac {2096047}{2^{24}}}\pm {\tfrac {786309}{2^{20}}}\mathrm {i} ,\ \dotsc } | Konvergenz gegen Dreier-Grenzzyklus {\displaystyle -0{,}67172034693846...\pm 0{,}562617290610738...\mathrm {i} ,} {\displaystyle -0{,}12494063114981...\pm 0{,}749886996987263...\mathrm {i} ,} {\displaystyle +0{,}00967000879695...\mp 0{,}005842963285242...\mathrm {i} } |
| {\displaystyle c=-0{,}12256116687665...} {\displaystyle \quad \pm 0{,}744861766619744...\mathrm {i} } | {\displaystyle -0{,}662358978622373...} {\displaystyle \pm 0{,}5622795120623...\mathrm {i} ,\ \ 0,\ \ c,\ \dotsc } | sofortige Konvergenz gegen Dreier-Grenzzyklus |

### Geometrische Zuordnung
Konvergenz liegt genau für die Werte von {\displaystyle c} vor, die das Innere der Kardioide bilden, den „Körper“ von {\displaystyle \mathbb {M} }, sowie für abzählbar viele ihrer Randpunkte. Periodische Grenzzyklen finden sich in den (angenähert) kreisförmigen „Knospen“ wie im „Kopf“, in den Kardioiden der Satelliten sowie ebenfalls auf abzählbar vielen Randpunkten dieser Komponenten. Eine fundamentale Vermutung besagt, dass es für alle inneren Punkte der Mandelbrot-Menge einen Grenzzyklus gibt. Die Folge ist echt vorperiodisch für abzählbar viele Parameter, die oft Misiurewicz-Thurston-Punkte genannt werden (nach Michał Misiurewicz und William Thurston). Dazu gehören die „Antennenspitzen“ wie der Punkt {\displaystyle z=-2} ganz links und Verzweigungspunkte der Mandelbrot-Menge.
In den überabzählbar vielen übrigen Punkten der Mandelbrot-Menge kann sich die Folge auf viele verschiedene Weisen verhalten, die jeweils sehr unterschiedliche dynamische Systeme erzeugen und die teilweise Gegenstand intensiver Forschung sind. Je nach Definition des Wortes lässt sich „chaotisches“ Verhalten finden.

### Periodisches Verhalten

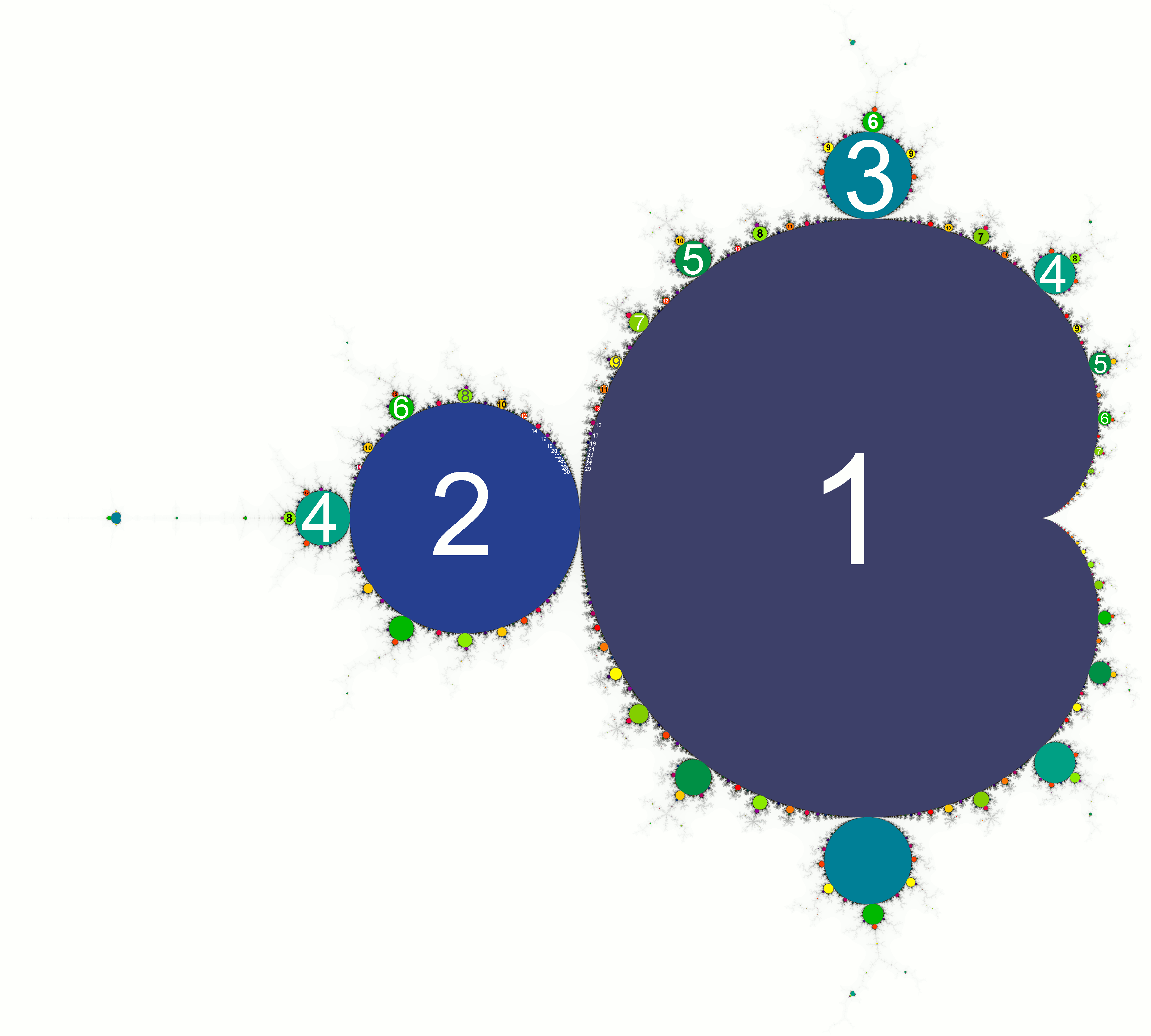
Mandelbrot-Menge mit farbkodierter Periodenlänge der Grenzzyklen

#### Die kreisförmigen Strukturen
Jede kreisförmige „Knospe“ und jede Satelliten-Kardioide zeichnet sich durch eine bestimmte Periodizität des Grenzzyklus aus, gegen den die Folge für die zugehörigen {\displaystyle c}-Werte strebt. Die Anordnung der „Knospen“ an der zugehörigen Kardioide folgt dabei den folgenden Regeln, aus denen sich unmittelbar die Periodizitäten ablesen lassen. Jede „Knospe“ berührt genau einen Basiskörper, nämlich eine größere „Knospe“ oder eine Kardioide.
Die Periodizität einer „Knospe“ ist die Summe der Periodizitäten der beiden nächsten größeren „Nachbarknospen“ in beide Richtungen am selben Basiskörper, sofern es solche gibt. Gibt es am Rand des Basiskörpers bis zur Kontaktstelle mit dessen Basiskörper oder bis zur Kerbe der Kardioide nur kleinere „Knospen“, so trägt anstelle der Periodizität einer „Nachbarknospe“ die des Basiskörpers selbst zur Summe bei. Daraus leiten sich unmittelbar die folgenden Eigenschaften ab:
- Tendenziell sind die „Knospen“ oder Kardioiden umso kleiner, je größer ihre Periodizität ist.
- Die Periodizität der größten „Knospe“ an einem Basiskörper beträgt stets das Doppelte, wie der „Dutt“ mit der Periode 4 am „Kopf“.
- Die Periodizität einer „Knospe“ eines Satelliten ist das Produkt der Periodizität der Satelliten-Kardioide und der der korrespondierenden „Knospe“ der Hauptkardioide.

Ferner erklärt diese Regel das Auftreten bestimmter Folgen von „Knospen“ wie vom „Kopf“ zur Kardioidkerbe hin mit einer Periodizitätszunahme zur nächsten „Knospe“ hin um den Wert 1 oder vom „Arm“ zum „Kopf“ hin um den Wert 2.

#### Attraktive Zyklen
Gibt es für ein {\displaystyle c} ein Folgenglied mit der Eigenschaft {\displaystyle z_{n}=z_{0}=0}, so wiederholt sich die Folge von Anfang an streng periodisch und zwar mit der Periode {\displaystyle n}. Da sich {\displaystyle z_{n}} durch {\displaystyle n}-malige Anwendung der Iterationsvorschrift ergibt, wobei bei jedem Schritt quadriert wird, lässt es sich als Polynom von {\displaystyle c} vom Grad {\displaystyle 2^{n-1}} formulieren. Die {\displaystyle c}-Werte für periodische Folgen der Periode {\displaystyle n} werden daher über die {\displaystyle 2^{n-1}} Nullstellen dieses Polynoms erhalten. Es zeigt sich, dass jede Zahlenfolge gegen diesen Zahlenzyklus konvergiert, sofern eins ihrer Folgenglieder hinreichend nahe an diesen Zyklus gerät, die werden Attraktoren genannt. Das führt dazu, dass alle Zahlenfolgen zu einer gewissen Umgebung des {\displaystyle c}-Wertes, der den Attraktor repräsentiert, gegen einen stabilen Zyklus der Periode {\displaystyle n} konvergieren. Jede kreisförmige „Knospe“ und jede Kardioide eines Satelliten repräsentiert genau eine solche Umgebung. Exemplarisch seien die Gebiete mit den Perioden 1 bis 3 aufgeführt:
- Periode 1: Die Kardioide des Hauptapfelmännchens. Der Rand dieser Kardioide ist gegeben durch Punkte der Form {\displaystyle c={\tfrac {1}{2}}z-{\tfrac {1}{4}}z^{2}} mit {\displaystyle |z|=1}.
- Periode 2: Der „Kopf“. Die 2. Nullstelle {\displaystyle c=0} entspricht der Hauptkardioide, die wegen der Periode 1 natürlich bei der Ermittlung aller höherer Perioden als Nullstelle auftritt. Diese Überlegung zeigt, dass die Zahl der Attraktoren mit der Periode {\displaystyle n>1} maximal {\displaystyle 2^{n-1}-1} betragen kann, und das nur dann, wenn {\displaystyle n} eine Primzahl ist. Der Kopf selbst ist eine Kreisscheibe mit Mittelpunkt {\displaystyle -1} und Radius {\displaystyle {\tfrac {1}{4}}}, d. h., der Rand dieser Kreisscheibe ist gegeben durch Punkte der Form {\displaystyle c=-1+{\tfrac {1}{4}}z} mit {\displaystyle |z|=1}.
- Periode 3: Die „Knospen“, die den „Armen“ entsprechen und die Kardioide des größten Satelliten auf der „Kopfantenne“. Die vierte Nullstelle {\displaystyle c=0} entfällt wieder.

Die Anzahl der anziehenden Zyklen mit der genauen Periode {\displaystyle n}, d. h. {\displaystyle z_{n}=z_{0}} und {\displaystyle n} ist minimal mit dieser Eigenschaft, ist die Folge A000740 in OEIS.

#### Repulsive Zyklen
Neben attraktiven Zyklen gibt es repulsive, die sich dadurch auszeichnen, dass Zahlenfolgen in ihrer Umgebung sich zunehmend von ihnen entfernen. Sie lassen sich jedoch erreichen, da jedes {\displaystyle z_{n}} abgesehen von der Situation {\displaystyle z_{n-1}=0} wegen des Quadrats in der Iterationsvorschrift zwei potenzielle Vorgänger in der Folge hat, die sich nur durch ihr Vorzeichen unterscheiden. {\displaystyle c}-Werte, für die die zugehörige Folge irgendwann über einen solchen zweiten Vorläufer eines Periodenmitgliedes in einen derartigen instabilen Zyklus mündet, sind beispielsweise die „Naben“ der rad- oder spiralförmigen Strukturen sowie die Endpunkte der weitverbreiteten antennenartigen Strukturen, die sich formal als „Naben“ von „Rädern“ oder Spiralen mit einer einzigen Speiche interpretieren lassen. Derartige {\displaystyle c}-Werte werden als Misiurewicz-Punkte bezeichnet.
Ein Misiurewicz-Punkt {\displaystyle c} hat ferner die Eigenschaft, dass {\displaystyle \mathbb {M} } in seiner näheren Umgebung nahezu deckungsgleich mit demselben Ausschnitt der zugehörige Julia-Menge {\displaystyle J_{c}} ist. Je weiter sich dem Misiurewicz-Punkt genähert wird, umso besser wird die Übereinstimmung. Da Julia-Mengen für {\displaystyle c}-Werte innerhalb von {\displaystyle \mathbb {M} } zusammenhängend sind und außerhalb von {\displaystyle \mathbb {M} } Cantor-Mengen aus unendlich vielen Inseln mit der Gesamtfläche null, sind sie in der Übergangszone am Rand von {\displaystyle \mathbb {M} } besonders filigran. Jeder Misiurewicz-Punkt ist aber gerade ein Randpunkt von {\displaystyle \mathbb {M} }, und jeder Ausschnitt der Randzone von {\displaystyle \mathbb {M} }, der sowohl Punkte in {\displaystyle \mathbb {M} } als auch außerhalb davon enthält, enthält unendlich viele davon. Damit ist der gesamte Formenreichtum sämtlicher Julia-Mengen dieses filigranen Typs in der Umgebung der Misiurewicz-Punkte in {\displaystyle \mathbb {M} } repräsentiert.

#### Satelliten

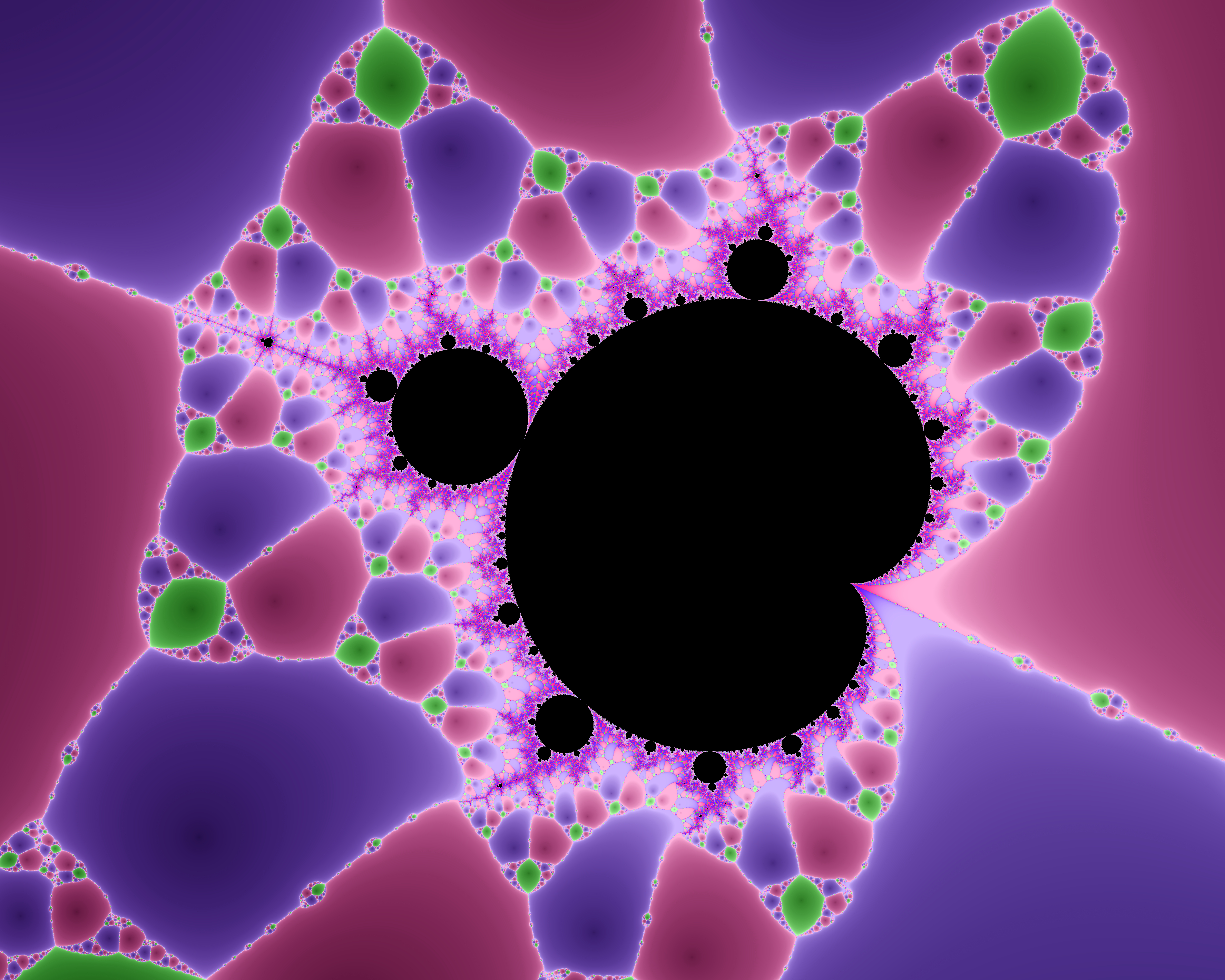
Analyse des Verhaltens des Newton-Verfahrens zu einer Familie kubischer Polynome.

Ein weiteres Strukturelement, das den Formenreichtum der Mandelbrot-Menge begründet, sind die verkleinerten Kopien ihrer selbst, die sich in den filigranen Strukturen ihres Randes befinden. Dabei korrespondiert das Verhalten der Zahlenfolgen innerhalb eines Satelliten in folgender Weise mit dem der Folgen im Hauptkörper. Innerhalb eines Satelliten konvergieren alle Zahlenfolgen gegen Grenzzyklen, deren Perioden sich von denen an den entsprechenden Stellen im Hauptkörper von {\displaystyle \mathbb {M} } um einen Faktor {\displaystyle p} unterscheiden. Wird für einen bestimmten {\displaystyle c}-Wert aus dem Satelliten nur jedes {\displaystyle p}-te Folgenglied betrachtet, so ergibt sich eine Folge, die bis auf einen räumlichen Maßstabsfaktor nahezu identisch ist mit derjenigen, die sich für den entsprechenden {\displaystyle c}-Wert im Hauptkörper von {\displaystyle \mathbb {M} } ergibt. Die mathematische Begründung hierfür ist tiefliegend; sie entstammt den Arbeiten von Douady und Hubbard über „polynomartige Abbildungen“.
Die zusätzlichen Strukturelemente in der unmittelbaren Umgebung eines Satelliten sind eine Folge davon, dass zwischen zweien der betrachteten Folgenglieder mit dem Indexabstand {\displaystyle p} sich eines mit dem Wert {\displaystyle z_{n}=0} befinden kann, das damit einen periodischen Verlauf mit der Periode {\displaystyle n} begründet. Die entsprechende Folge außerhalb des Hauptkörpers divergiert jedoch, da sie keine solchen Zwischenglieder besitzt.
Es handelt sich bei der Mandelbrot-Menge selbst um eine universelle Struktur, die bei völlig anderen nichtlinearen Systemen und Klassifizierungsregeln in Erscheinung treten kann. Grundvoraussetzung ist jedoch, dass die beteiligten Funktionen winkeltreu sind. Werden solche Systeme betrachtet, die von einem komplexen Parameter {\displaystyle c} abhängen, und klassifiziert man ihr Verhalten bezüglich einer bestimmten Eigenschaft der Dynamik in Abhängigkeit von {\displaystyle c}, dann werden unter bestimmten Umständen in der Parameter-Ebene kleine Kopien der Mandelbrot-Menge gefunden. Ein Beispiel ist die Frage, für welche Polynome dritten Grades das iterative Newton-Verfahren zur Bestimmung von Nullstellen mit einem bestimmten Startwert versagt und für welche nicht.
Wie im Bild kann die Mandelbrot-Menge dabei verzerrt auftreten, zum Beispiel sitzen dort die Armknospen an etwas anderer Stelle. Ansonsten ist die Mandelbrot-Menge jedoch vollkommen intakt, inklusive aller Knospen, Satelliten, Filamente und Antennen. Der Grund für das Auftauchen der Mandelbrot-Menge ist, dass die betrachtete Funktionenfamilien in bestimmten Gebieten – abgesehen von Drehungen und Verschiebungen – recht gut mit der Funktionenfamilie {\displaystyle \{f_{c}\colon z\mapsto z^{2}+c\mid c\in \mathbb {C} \}}, welche die Mandelbrot-Menge definiert, übereinstimmen. Dabei sind in einem gewissen Rahmen Abweichungen zulässig, und trotzdem kristallisiert sich die Mandelbrot-Menge heraus. Dieses Phänomen wird als strukturelle Stabilität bezeichnet und ist im Endeffekt verantwortlich für das Auftreten der Satelliten in der Umgebung von {\displaystyle \mathbb {M} }, weil Teilfolgen der iterierten Funktionen lokal das gleiche Verhalten zeigen wie die Gesamtfamilie.

Darstellung des Betrages der Folgenglieder als Funktion des Iterationsschrittes für einen -Wert mit besonders abwechslungsreichem Verhalten der Folge. Die auffälligen Brüche im Verhalten ergeben sich durch Beinahe-Einfänge in repulsive Zyklen, was temporär zu quasiperiodischem Verhalten führt.

#### Intermediär wechselhaftes Verhalten

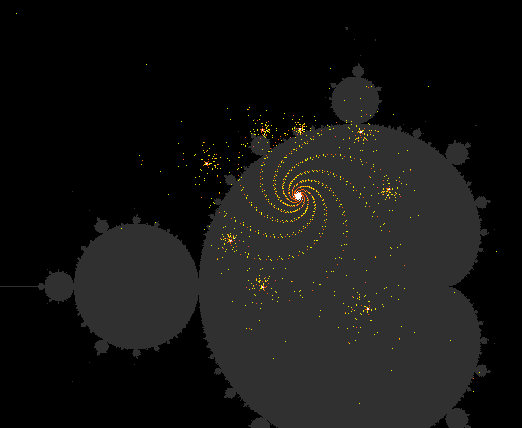
Darstellung der Folgenglieder zum -Wert des vorherigen Diagramms als Punkte in der komplexen Ebene mit hinterlegter Mandelbrot-Menge zur Orientierung. Die Helligkeit eines Pixels ist ein Maß dafür, von wie vielen Punkten der Folge es getroffen wurde.

Durch die Möglichkeit der Zahlenfolge, wiederholt in die unmittelbare Umgebung eines repulsiven Zyklus zu geraten, und bei dem anschließend tendenziell divergenten oder chaotischen Verhalten wiederum beinahe in einen anderen Zyklus zu geraten, können sich intermediär sehr komplizierte Verhaltensweisen der Folge ausbilden, bis sich der endgültige Charakter der Folge zeigt, wie die beiden Abbildungen demonstrieren. Die Umgebung der zugehörigen {\displaystyle c}-Werte in {\displaystyle \mathbb {M} } ist entsprechend strukturreich.
Die Darstellung der Folgepunkte selbst in der komplexen Ebene zeigt in diesen Fällen eine größere Komplexität. Das quasiperiodische Verhalten in der Nachbarschaft eines repulsiven Zyklus führt in diesen Fällen oft zu spiralförmigen Strukturen mit mehreren Armen, wobei die Folgepunkte das Zentrum umkreisen, während der Abstand zu ihm zunimmt. Die Anzahl der Arme entspricht daher der Periode. Die Punktanhäufungen an den Enden der Spiralarme in der zweiten Abbildung sind die Folge der beiden zugehörigen Beinahe-Einfänge durch repulsive (instabile) Zyklen.

### Dichteverteilung der Folgenglieder

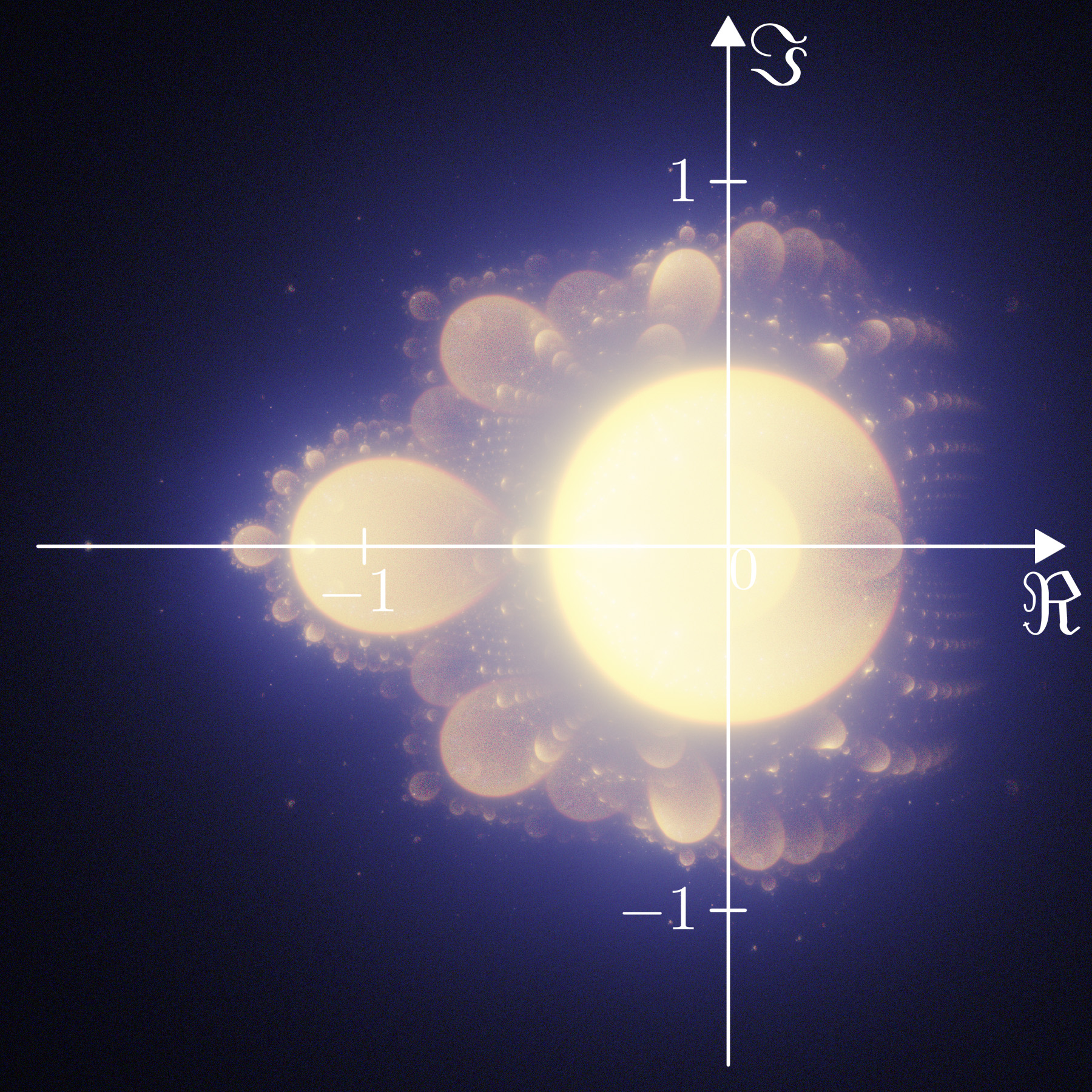
Akkumulierte Dichteverteilung der Folgenglieder für alle c-Werte in einer farbkodierten Darstellung

Das Bild zeigt in der komplexen Ebene die Dichteverteilung der Folgenglieder, die sich durch Auswertung von 60 Millionen Folgen ergibt, wobei die Helligkeit ein Maß dafür ist, wie viele Orbitale durch den Punkt verlaufen. Blaue Bereiche kennzeichnen Folgenglieder mit kleinem Index, während eine gelbliche Färbung Folgenglieder mit hohen Indizes anzeigt. Folgen aus der großen Kardioide der Mandelbrot-Menge tendieren zu einer Konvergenz zu einem {\displaystyle c}-Wert auf einem Kreis um den Ursprung, der als runder Bereich mit sehr hoher Dichte zu erkennen ist. Die kleineren Gebilde nahe der imaginären Achse markieren die konjugierten Bereiche, zwischen denen Folgenglieder vieler Folgen hin und her springen (Annäherung an einen Grenzzyklus mit der Periode 2 für große Folgenindizes).

## Praktische Berechnung
Die grafische Darstellung der Mandelbrot-Menge und ihrer Strukturen im Randbereich ist nur mittels Computer durch sogenannte Fraktalgeneratoren möglich. Dabei entspricht jeder Bildpunkt einer Zahl {\displaystyle c} der komplexen Ebene. Der Computer ermittelt für alle Bildpunkte, ob die zugehörigen Folgen divergieren oder nicht. Sobald der Betrag {\displaystyle |z_{n}|} eines Folgengliedes die Fluchtgrenze {\displaystyle s=2} überschreitet, ist klar, dass die Folge divergiert; die Iterationszahl {\displaystyle n} kann als Maß für den Divergenzgrad dienen. Die Bildpunkte werden nach einer Farbtabelle eingefärbt, die jeder Iterationszahl eine Farbe zuordnet.
Für harmonische Farbübergänge wird in der Praxis ein Fluchtradius {\displaystyle r>2} gewählt, da andernfalls die Breite der Farbstreifen zu sehr oszilliert. Je größer der Fluchtradius gewählt wird, desto besser entsprechen die Farbgrenzen den Äquipotentiallinien, die sich ergeben, wenn die Mandelbrot-Menge als elektrisch geladener Leiter interpretiert wird. Für kontinuierliche Farbverläufe, wie in der obigen Galerie einer Zoomfahrt, ist es erforderlich, entweder die genaue Fluchtzeit {\displaystyle t} zu interpolieren, bei der der Fluchtradius {\displaystyle r} gerade erreicht wird, oder den Abstand {\displaystyle d} zum Rand der Menge abzuschätzen.
Da die Anzahl der Iterationsschritte {\displaystyle n}, nach der die Fluchtgrenze {\displaystyle s=2} überschritten wird, beliebig groß sein kann, muss als Abbruchkriterium eine maximale Iterationszahl {\displaystyle n_{\text{max}}} festgelegt werden. Alle Zahlen {\displaystyle c}, deren Folgen danach einen Fluchtradius {\displaystyle r>2} noch nicht erreicht haben, werden zur Menge {\displaystyle \mathbb {M} } gezählt. Je geringer der Abstand von {\displaystyle c} zum Rand der Menge ist, desto größer ist in der Regel die Iterationszahl {\displaystyle n}, bei der {\displaystyle r} erreicht oder überschritten wird. Je stärker die Vergrößerung ist, mit der der Rand dargestellt wird, desto größer muss die maximale Iterationszahl {\displaystyle n_{\text{max}}} gewählt werden, und umso mehr Rechenzeit ist nötig.
Ein erheblicher Teil der Rechenzeit wird dort benötigt, wo die Zahlenfolge nicht divergiert. Moderne Programme versuchen daher, die Rechenzeit an diesen Stellen durch verschiedene Verfahren zu verkürzen. Eine Möglichkeit besteht darin, die Berechnung abzubrechen, sobald die Zahlenfolge konvergiert oder in einem periodischen Zyklus gefangen ist. Andere Programme nutzen aus, dass das Innere einer geschlossenen Kurve automatisch in {\displaystyle \mathbb {M} } liegt, wenn der Rand bereits zu {\displaystyle \mathbb {M} } gehört.
Grafisch besonders reizvoll ist die Darstellung des Randes von {\displaystyle \mathbb {M} } mit seinem Formenreichtum. Je stärker die gewählte Vergrößerung ist, umso komplexere Strukturen lassen sich dort finden. Mit entsprechenden Computerprogrammen lässt sich dieser Rand wie mit einem Mikroskop mit beliebiger Vergrößerung darstellen. Zur Untersuchung interessanter Strukturen sind häufig Vergrößerungen erforderlich, die mit hardwareunterstützten Datentypen aufgrund deren limitierter Genauigkeit nicht berechnet werden können. Manche Programme enthalten daher Langzahlarithmetik-Datentypen mit beliebig wählbarer Genauigkeit. Damit sind (fast) beliebige Vergrößerungsfaktoren möglich.

### Interpolation und Distanzschätzung
Wenn der Fluchtradius {\displaystyle r} groß genug ist, kann zur Interpolation der Fluchtzeit {\displaystyle t} anstelle der eigentlichen Folge {\displaystyle z_{n+1}=z_{n}^{2}+c} mit Anfangswert {\displaystyle z_{0}=0} die vereinfachte Folge {\displaystyle z_{n+1}=z_{n}^{2}+0} mit Anfangswert {\displaystyle z_{0}=c} betrachtet werden. Die ersten Folgenglieder sind dann {\displaystyle z_{0}=c}, {\displaystyle z_{1}=c^{2}}, {\displaystyle z_{2}=c^{4}} und {\displaystyle z_{3}=c^{8}}, ganz allgemein erhält man das Folgenglied {\displaystyle z_{n}=c^{2^{n}}}. Betrachtet man die Iterationszahl {\displaystyle n}, bei der die Folge einen Fluchtradius {\displaystyle r\gg 2} erreicht oder überschreitet, so gilt {\displaystyle |z_{n-1}|<r\leq |z_{n}|} und {\displaystyle |c|^{2^{n-1}}<r\leq |c|^{2^{n}}}. Interpoliert man nun die Fluchtzeit {\displaystyle t} mit {\displaystyle n-1<t\leq n} durch {\displaystyle |c|^{2^{t}}=r}, so erhält man {\displaystyle t=\log _{2}(\log _{|c|}r)}. Wegen {\displaystyle |z_{n}|=|c|^{2^{n}}} ist {\displaystyle n=\log _{2}(\log _{|c|}|z_{n}|)} und es gilt:
{\displaystyle n-t=\log _{2}(\log _{|c|}|z_{n}|)-\log _{2}(\log _{|c|}r)=\log _{2}({\tfrac {\log |z_{n}|}{\log r}})=\log _{2}(\log _{r}|z_{n}|).}
Somit erhält man die Fluchtzeit {\displaystyle t=n-\log _{2}(\log _{r}|z_{n}|)} durch eine Korrektur (Normalisierung) der Iterationszahl {\displaystyle n}. Die äquivalente Gleichung {\displaystyle {\tfrac {1}{2^{n}}}\log |z_{n}|={\tfrac {1}{2^{t}}}\log r} weist auf die enge Beziehung der Potentialfunktionen {\displaystyle \Phi _{n}(c)={\tfrac {1}{2^{n}}}\log |z_{n}(c)|} und {\displaystyle \Psi _{r}(c)=2^{-t(c)}\log r} hin. Häufig wird das Potential als Grenzwert {\displaystyle V(c)=\lim _{n\to \infty }\Phi _{n}(c)} definiert; die Potentialfunktion {\displaystyle G=\Psi _{e}} zur Eulerschen Zahl mit {\displaystyle \log e=1} wird als Greensches Potential {\displaystyle G(c)=2^{-t(c)}=e^{-t(c)\log 2}} bezeichnet.
Für eine Abschätzung des Abstands {\displaystyle d} zum Rand wird die Ableitung {\displaystyle z_{n}\!'(c)} benötigt. Die ersten Folgenglieder sind {\displaystyle z_{0}=0}, {\displaystyle z_{1}=c}, {\displaystyle z_{2}=c^{2}+c} und {\displaystyle z_{3}=(c^{2}+c)^{2}+c}, die zugehörigen Ableitung sind {\displaystyle z_{0}\!'=0}, {\displaystyle z_{1}\!'=1}, {\displaystyle z_{2}\!'=2c+1} und {\displaystyle z_{3}\!'=2(c^{2}+c)(2c+1)+1}. Alle weiteren Folgenglieder und Ableitungen ergeben sich aus der Iterationsvorschrift {\displaystyle z_{n+1}=z_{n}^{2}+c} und der Ableitungsregel {\displaystyle z_{n}\!'\!_{+1}=2z_{n}z_{n}\!'+1}. Die Schätzformel ergibt sich aus dem Quotienten des Potentials {\displaystyle \Phi _{n}={\tfrac {1}{2^{n}}}\log |z_{n}|} und dem Betrag des Gradienten {\displaystyle \nabla \Phi _{n}={\tfrac {1}{2^{n}}}\nabla \log |z_{n}|}. Mit dem natürlichen Logarithmus ist {\displaystyle \nabla \log |z_{n}|={\tfrac {1}{|z_{n}|}}\nabla |z_{n}|}, und mit {\displaystyle |\nabla |z_{n}||=|z_{n}\!'|} gilt:
{\displaystyle d_{n}={\tfrac {\Phi _{n}}{|\nabla \Phi _{n}|}}={\tfrac {\log |z_{n}|}{|\nabla \log |z_{n}||}}=\log |z_{n}|:|{\tfrac {z_{n}\!'}{z_{n}}}|=\log |z_{n}|\cdot |{\tfrac {z_{n}}{z_{n}\!'}}|.}
Um die Schätzformel einzusehen, können die vereinfachten Folgen {\displaystyle z_{n+1}=z_{n}^{2}+0} und {\displaystyle z_{n}\!'\!_{+1}=2z_{n}z_{n}\!'+0} mit den Anfangswerten {\displaystyle z_{0}=c} und {\displaystyle z_{0}\!'=1} betrachtet werden. Die ersten Folgenglieder sind dann {\displaystyle z_{0}=c}, {\displaystyle z_{1}=c^{2}}, {\displaystyle z_{2}=c^{4}} und {\displaystyle z_{3}=c^{8}}, die zugehörigen Ableitungen sind {\displaystyle z_{0}\!'=1}, {\displaystyle z_{1}\!'=2c}, {\displaystyle z_{2}\!'=4c^{3}} und {\displaystyle z_{3}\!'=8c^{7}}. Ganz allgemein erhält man so das Folgenglied {\displaystyle z_{n}=c^{2^{n}}} und die Ableitung {\displaystyle z_{n}\!'=2^{n}c^{2^{n}-1}}. Die zugehörige Julia-Menge ist genau der Rand des Einheitskreises.
Die Schätzformel ergibt
{\displaystyle d_{n}=\log |c^{2^{n}}|\cdot |{\tfrac {c^{2^{n}}}{2^{n}c^{2^{n}-1}}}|=2^{n}\log |c|\cdot |{\tfrac {c}{2^{n}}}|=\log |c|\cdot |c|,}
was in der Nähe des Einheitskreises eine gute Näherung für den Abstand {\displaystyle d=|c|-1} zum Rand ist: {\displaystyle |c|=1{,}1} ergibt {\displaystyle d_{n}=\ln(1{,}1)\cdot 1{,}1\approx 0{,}1} und {\displaystyle |c|=1{,}01} ergibt {\displaystyle d_{n}=\ln(1{,}01)\cdot 1{,}01\approx 0{,}01}. Wenn also die wirkliche Entfernung zur Mandelbrot-Menge gleich {\displaystyle d} ist, so ergibt die Schätzformel den Wert
{\displaystyle d_{n}=\log |z_{n}|\cdot |{\tfrac {z_{n}}{z_{n}\!'}}|\approx \log(1+d)\cdot (1+d)\approx d.}
Es stimmt aber nicht, dass der Grenzwert {\displaystyle \lim _{n\to \infty }d_{n}} gegen die wirkliche Entfernung {\displaystyle d} konvergiert, tatsächlich gelten nur schwächere Ungleichungen. Mithilfe der Lambert-W-Funktion kann die Approximation jedoch etwas verbessert werden:
{\displaystyle d_{n}\approx \log(1+d)\cdot (1+d)=\log(1+d)e^{\log(1+d)}\iff d\approx {\tfrac {d_{n}}{W(d_{n})}}-1=e^{W(d_{n})}-1.}

### Deep Zoom und Störungsrechnung

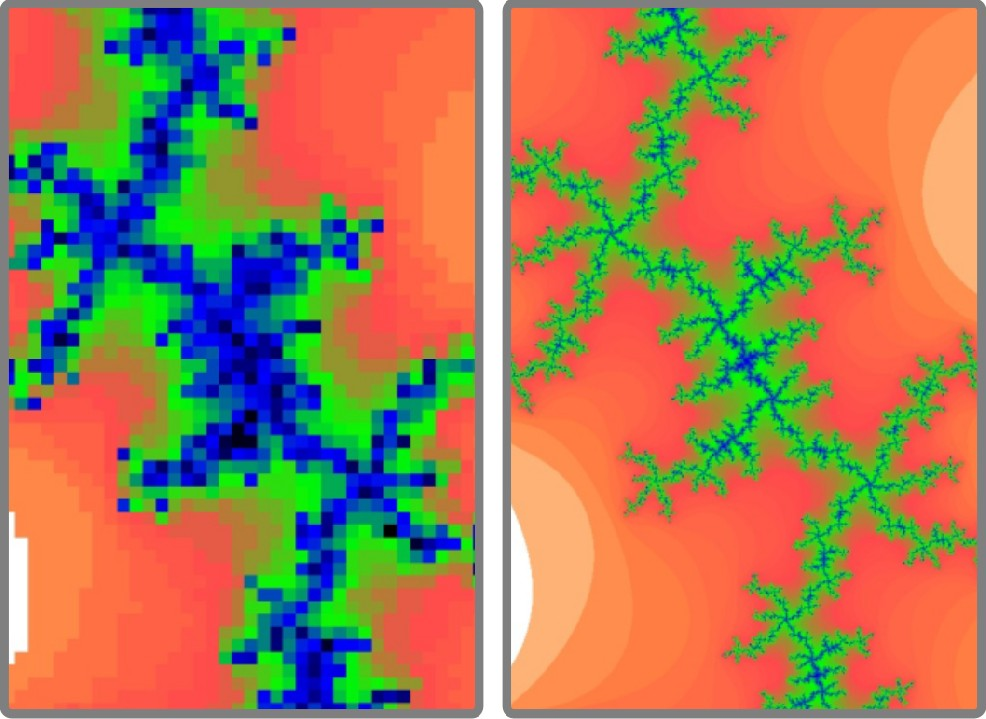
Vergleich der Blockartefakte mit dem Original (beide Bilder haben dieselbe Pixelanzahl)

Prozessoren unterstützen in Hardware die Berechnung mit typischerweise 32-bit- und 64-bit-Gleitkommazahlen. Dies ermöglicht es, in die Mandelbrot-Menge etwa um den Faktor 1012 bis 1013 hineinzuzoomen, bevor benachbarte Pixel keine unterschiedlichen Startwerte {\displaystyle c} mehr annehmen können (und damit Fehler durch Blockartefakte offensichtlich werden).
Ab diesem Punkt reicht die Genauigkeit der in Hardware implementierten Arithmetik nicht mehr aus. Man ist gezwungen, auf in Software implementierte Routinen für hochgenaue Arithmetik auszuweichen, was bei aktuellen Prozessoren zu einem immensen Geschwindigkeitseinbruch führt.
Man kann diesen deutlich durch Nutzen von Störungsrechnung reduzieren. Diese Methode wurde 2013 von Kevin Martin beschrieben und 2021 von Zhuoran Yu um eine automatische Fehlerkorrektur erweitert.
Dazu wird ein (möglichst nicht divergenter) Referenzpunkt {\displaystyle c} in hochgenauer Arithmetik durchgerechnet und die zugehörige Referenzserie {\displaystyle z_{n}} in einfacher oder doppelter Genauigkeit aufgezeichnet:
{\displaystyle z_{0},\ z_{1},\ z_{2},\ z_{3},\ldots ,z_{n}.}
Für in der direkten Nähe liegende Punkte {\displaystyle c'=c+\delta } würde sich die Serie {\displaystyle z'_{n}} ergeben:
{\displaystyle z'_{0},\ z'_{1},\ z'_{2},\ z'_{3},\ldots ,z'_{n}.}
Man will nun die Abweichung {\displaystyle \epsilon _{n}=z'_{n}-z_{n}} indirekt ermitteln, um die direkte Berechnung der Serie {\displaystyle z'_{n}} zu vermeiden. Dabei gilt:
{\displaystyle z_{n+1}=z_{n}^{2}\ +c\ } für die Berechnung des Referenzpunktes und
{\displaystyle z'_{n+1}=z'_{n}\!^{2}+c'\ } mit {\displaystyle z'_{n+1}=z_{n+1}+\epsilon _{n+1}} und {\displaystyle z'_{n}=z_{n}+\epsilon _{n}} für die Berechnung des Nachbarpunktes.
Setzt man ein, ergibt sich
{\displaystyle z_{n+1}+\epsilon _{n+1}=z'_{n+1}=z'_{n}\!^{2}+c'=z'_{n}\!^{2}+(c+\delta )=(z_{n}+\epsilon _{n})^{2}+(c+\delta ).}
Man betrachtet die beiden äußeren Terme
{\displaystyle z_{n+1}\quad +\epsilon _{n+1}=(z_{n}+\epsilon _{n})^{2}+(c+\delta )\ } und multipliziert aus
{\displaystyle z_{n+1}\quad +\epsilon _{n+1}=(z_{n}^{2}+2z_{n}\epsilon _{n}+\epsilon _{n}^{2})+(c+\delta )\ } und setzt {\displaystyle z_{n+1}=z_{n}^{2}+c}
{\displaystyle z_{n}^{2}\ +c+\epsilon _{n+1}=(z_{n}^{2}+2z_{n}\epsilon _{n}+\epsilon _{n}^{2})+(c+\delta )\ } und löst die Klammern auf und kürzt
{\displaystyle \!{\cancel {z_{n}^{2}}}\!+\!{\cancel {c}}\!+\epsilon _{n+1}=\!{\cancel {z_{n}^{2}}}\!+2z_{n}\epsilon _{n}+\epsilon _{n}^{2}+\!{\cancel {c}}\!+\delta \ } und erhält
{\displaystyle \epsilon _{n+1}\quad =\quad 2z_{n}\epsilon _{n}+\epsilon _{n}^{2}+\delta .}
Wegen {\displaystyle z_{0}=0} und {\displaystyle z'_{0}=0} ist auch {\displaystyle \epsilon _{0}=z'_{0}-z_{0}=0}. Mit der abgespeicherten Referenzserie {\displaystyle z_{n}} können die Abweichungen {\displaystyle \epsilon _{n}} der Reihe nach berechnet werden:
{\displaystyle \epsilon _{1}\quad =\quad 2z_{0}\epsilon _{0}+\epsilon _{0}^{2}+\delta =\delta ,}
{\displaystyle \epsilon _{2}\quad =\quad 2z_{1}\epsilon _{1}+\epsilon _{1}^{2}+\delta ,}
{\displaystyle \epsilon _{3}\quad =\quad 2z_{2}\epsilon _{2}+\epsilon _{2}^{2}+\delta ,}
{\displaystyle \ \vdots }
{\displaystyle \epsilon _{n}\quad =\quad 2z_{n-1}\epsilon _{n-1}+\epsilon _{n-1}^{2}+\delta .}
Solange diese Terme klein bleiben, verhält sich {\displaystyle z'_{n}=z_{n}+\epsilon _{n}} ähnlich wie {\displaystyle z_{n}}. Insbesondere bleibt die Serie {\displaystyle z'_{n}} beschränkt, wenn die Referenzserie {\displaystyle z_{n}} und die Abweichungen {\displaystyle \epsilon _{n}} beschränkt sind. Wenn die Abweichungen jedoch zu groß werden, kann das zu Fehlern in der Darstellung (Glitches) führen. Im Prinzip kann man dann auf einen günstigeren Referenzpunkt innerhalb der Referenzserie ausweichen: Liegt ein Punkt {\displaystyle z=z_{i}+\epsilon _{i}} näher am Referenzpunkt {\displaystyle z_{j}} als am aktuellen Referenzpunkt {\displaystyle z_{i}}, so kann er auch durch {\displaystyle z=z_{j}+\epsilon '_{i}} dargestellt und die neue Abweichung aus der Differenz {\displaystyle \epsilon '_{i}=z-z_{j}} berechnet werden. Allerdings verliert man bei einer solchen Subtraktion aufgrund der Auslöschung die notwendige Genauigkeit. Nur beim ersten Referenzpunkt {\displaystyle z_{0}=0} passiert das nicht, und die Abweichung ergibt sich zu {\displaystyle \epsilon '_{i}=z-0=z}. Man kann also jederzeit zum Anfang der Referenzserie zurückkehren, wenn der Abstand zu {\displaystyle z_{0}} kleiner als der Abstand zu {\displaystyle z_{i}} ist, d. h. wenn {\displaystyle |z|<|\epsilon _{i}|} ist. Durch dieses gelegentliche Zurücksetzen der Referenzserie (Rebasing) werden die Abweichungen {\displaystyle \epsilon _{n}} möglichst klein gehalten.
Praktische Anwendung
Das Programm „Kalles Fraktaler“ basierte auf diesem Ansatz, und neuere Entwicklungen haben zu einer Generation noch leistungsfähigerer Fraktalgeneratoren geführt.
Probleme
1. Der verwendete Referenzpunkt sollte möglichst innerhalb der zu untersuchenden Iterationen nicht divergieren, da die Nachbarpunkte maximal bis zu dem Abbruch der Referenzserie untersucht werden können. Alle Punkte mit einer größeren Iterationszahl müssen erneut berechnet werden. Die Auswahl und das Verwerfen von sich als ungeeignet herausgestellten Referenzpunkten stellt eine Herausforderung dar.
2. Für die Berechnung der Abweichungen {\displaystyle \epsilon _{n}} wird keine hohe Genauigkeit benötigt, allerdings ist der Wertebereich von 64-bit-Gleitkommazahlen arg limitiert. Ab etwa 10300 muss man leider mit eigenen Mathematikroutinen arbeiten, die zwar nur eine 52/64 bit-Mantisse benötigen, aber deutlich langsamer als hartkodierte Gleitkomma-Operationen sind (die aber wesentlich schneller als Berechnungen mit langen Mantissen sind).[22][23]
3. Man benötigt Speicherbandbreite für das Lesen der Referenzserie {\displaystyle z_{n}}. Die erste Verlangsamung gibt es, wenn diese nicht mehr in den L2-Cache passt, sehr viel langsamer wird es, wenn der L3-Cache nicht mehr ausreicht und auf den RAM zugegriffen werden muss.
4. Es gibt Abweichungen zwischen der nativen Iteration mit {\displaystyle c'} und der Störungsrechnung basierend auf {\displaystyle c'=c+\delta }. Sieht man sich das ganze genauer an, ist die Berechnung basierend auf {\displaystyle c'=c+\delta } meistens genauer, wenn die Referenzpunktberechnung hinreichend genau war (was mit Langzahlarithmetik für diesen einen Wert aber problemlos machbar ist).

### Berechnungsgeschwindigkeit
Berechnungen nahmen beim Stand der Technik Ende der 1980er Jahre viel Zeit in Anspruch. Vergleichsweise zeigt dies eine Aufstellung durch die Anzahl der Iterationen, die verschiedene CPUs pro Sekunde durchführen konnten.
| CPU                               | Jahr | Genauigkeit (Software)                     | Geschwindigkeit in Iterationen/sec | Rechendauer für 8,8 Mrd. Iterationen |
| --------------------------------- | ---- | ------------------------------------------ | ---------------------------------- | ------------------------------------ |
| Z80 @1,75 MHz                     | 1987 | 32 bit Gleitkomma (1.)                     | 9                                  | 31 Jahre                             |
| Z80 @2,45 MHz                     | 1987 | 32 bit Integer (2.)                        | 280                                | 01 Jahr                              |
| 80386 SX/20 + IIT 3C87SX/20       | 1992 | 32 bit Integer (3.)                        | 130.000                            | 19 Stunden                           |
| 80386 SX/20 + IIT 3C87SX/20       | 1992 | 80 bit Gleitkomma (FPU) (3.)               | 75.000                             | 33 Stunden                           |
| 80386 SX/20 + IIT 3C87SX/20       | 1992 | 80 bit Gleitkomma (Emulation Borland) (3.) | 2.000                              | 51 Tage                              |
| Pentium 90                        | 1994 | 32 bit Integer (3.)                        | 1.450.000                          | 01 Stunde 40 Minuten                 |
| Pentium 90                        | 1994 | 80 bit Gleitkomma (3.)                     | 2.900.000                          | 50 Minuten                           |
| Xeon E5-2623 v3 × 2 (Dual Socket) | 2015 | 32 bit Gleitkomma (4.)                     | 50.000.000.000                     | 0,177 Sekunden                       |
| Xeon E5-2623 v3 × 2 (Dual Socket) | 2015 | 64 bit Gleitkomma (4.)                     | 25.000.000.000                     | 0,35 Sekunden                        |

Eingesetzte Software
1. BASIC-Interpreter des KC 85/3
2. Selbst geschriebener Assemblercode[A 10]
3. Borland C++ mit integriertem Assembler, die Gleitkomma-Emulation dieses Compilers war vergleichsweise langsam[A 11]
4. Visual Studio C++ mit Intel Intrinsics, Nutzung von AVX2 und Fused multiply-add, multithreaded, 2 Threads pro Core

Eingesetzte Prozessoren
- Z80: 8-Bit-Prozessor ohne Hardware-Multiplikation
- 80386: 32-Bit-Prozessor mit Hardware-Multiplikation und Gleitkomma-Koprozessor
- Pentium: 32-Bit-Prozessor mit Hardware-Multiplikation und mit eingebautem Gleitkomma-Koprozessor
- Xeon E5-2623: Vektorbefehle, 4 Kerne/8 Threads pro Sockel

## Rezeption in der Öffentlichkeit

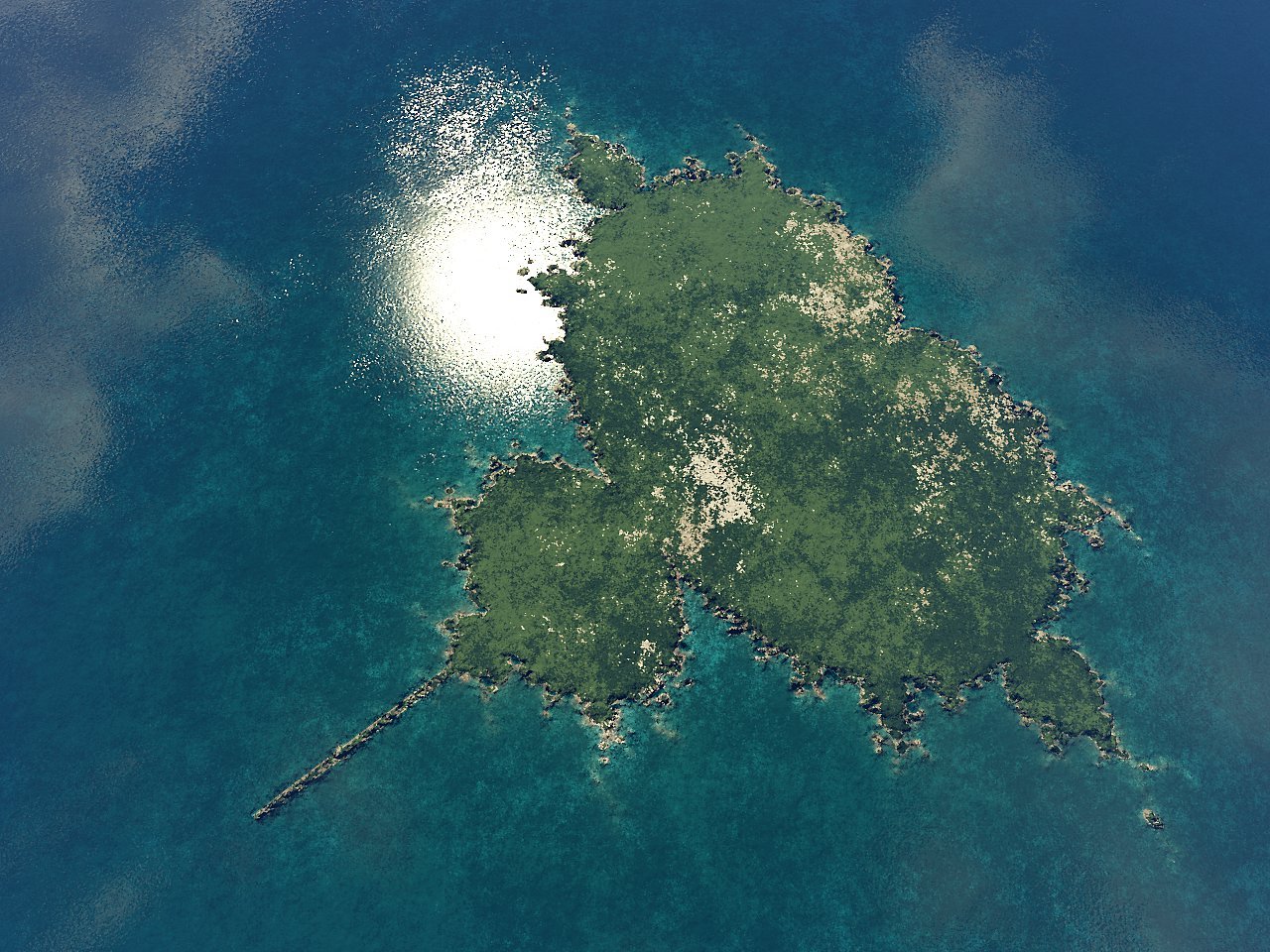
Computergenerierte Landschaft einer Insel in Form der Mandelbrot-Menge (gerendert mit dem Programm Terragen)

Außerhalb der Fachwelt wurde die Mandelbrot-Menge vor allem durch den ästhetischen Wert der Computergrafiken bekannt, der durch künstlerische Farbgestaltung des Außenbereichs, der nicht zur Menge gehört, unterstützt wird. Sie erlangte durch Publikationen von Bildern in den Medien Ende der 1980er Jahre einen für ein mathematisches Thema dieser Art ungewöhnlich großen Bekanntheitsgrad und dürfte bis heute (Stand 2023) das populärste Fraktal sein, sowie auch eines der populärsten Objekte der zeitgenössischen Mathematik.
Die Mandelbrot-Menge wird als das formenreichste geometrische Gebilde bezeichnet. Sie hat Computerkünstler inspiriert und zu einem Aufschwung fraktaler Konzepte beigetragen. Dabei finden zahlreiche Modifikationen des Algorithmus Anwendung, welcher der Mandelbrot-Menge zugrunde liegt.
Ein weiterer Aspekt ist der extreme Kontrast zwischen diesem und der Einfachheit des zugrunde liegenden Algorithmus, der an biologische Systeme erinnert, bei denen nach naturwissenschaftlicher Sicht ebenfalls aus einer vergleichsweise geringen Zahl von Regeln äußerst komplexe Systeme entstehen können, sowie die Nähe zur Chaosforschung, die ebenfalls in der Öffentlichkeit großes Interesse geweckt hatte.
Die Bezeichnung ,Apfelmännchen‘ leitet sich von der geometrischen Grobform einer um 90 Grad im Uhrzeigersinn gedrehten Mandelbrot-Menge her.
Der US-amerikanische Musiker Jonathan Coulton hat ein Lied über die Mandelbrot-Menge veröffentlicht, in dem Benoît Mandelbrot dafür gedankt wird, dass er Ordnung in das Chaos gebracht habe.

## Verwandte Themen
- Das Buddhabrot ist eine gefilterte Dichteverteilung der Folgenglieder, bei der alle beschränkten Folgen ignoriert werden.
- Die Mandelknolle und die Mandelbox sind mögliche Verallgemeinerungen der Mandelbrot-Menge für drei- oder mehrdimensionale Räume.